# Boszniai háború
A boszniai háború (szerbhorvátul: Rat u Bosni i Hercegovini / Рат у Босни и Херцеговини) a délszláv háború részeként zajlott 1992 és 1995 között zajlott Bosznia-Hercegovinában. A háborút kezdetét számos korábbi erőszakos incidenst követően általában 1992. április 6-ában határozzák meg és 1995. december 14-én a daytoni békeszerződés aláírásával ért véget. A fő hadviselő felek a Bosznia-hercegovinai Köztársaság, valamint a Horvátország és Szerbia által irányított, de nemzetközileg el nem ismert államok, a Herceg-Boszniai Horvát Köztársaság és a Bosznia-hercegovinai Szerb Köztársaság erői voltak.
A Jugoszláv Szocialista Szövetségi Köztársaságtól 1991-ben történt szlovén és horvát elszakadást követően a soknemzetiségű Bosznia-Hercegovinai Szocialista Köztársaságban – amelyet főleg muszlim vallású bosnyákok (44%), ortodox szerbek (32,5%) és katolikus horvátok (17%) laktak – 1992. február 29-én népszavazást tartottak a függetlenségről. A boszniai szerbek politikai képviselői bojkottálták a népszavazást, és elutasították annak eredményét. A népszavazás eredményét megelőzve a Bosznia-Hercegovinai Szerb Népgyűlés 1992. február 28-án elfogadta a Bosznia-Hercegovinai Szerb Köztársaság alkotmányát. Bosznia-Hercegovina függetlenségének kikiáltása (amely nemzetközi elismerést nyert) és Alija Izetbegović kilépése után a korábban aláírt Carrington―Cutileiro tervből (amely Bosznia etnikai kantonokra való felosztását javasolta), a boszniai szerbek, akiket Radovan Karadžić vezetett, és amelyet Slobodan Milošević szerb kormánya és a Jugoszláv Néphadsereg (JNA) támogatott, mozgósították erőiket Bosznia-Hercegovinán belül, hogy biztosítsák a szerb etnikumú területeket. Aztán (etnikai tisztogatás kíséretében) a háború hamarosan átterjedt az egész országra.
A konfliktus kezdetben a Jugoszláv Hadsereg boszniai egységei között alakult ki, amelyek később egyrészt a Boszniai Szerb Köztársaság hadseregévé (VRS), másrészt a Bosznia-hercegovinai Köztársaság hadseregévé (ARBiH) alakultak át, a másik oldalon pedig a Horvát Védelmi Tanács (HVO) horvát erői álltak. A horvátok és a bosnyákok közötti feszültség 1992 végén fokozódott, ami 1993 elején a horvát–bosnyák háború eszkalációjához vezetett. A boszniai háborút elkeseredett harcok jellemezték, városok válogatás nélküli ágyúzása, etnikai tisztogatás és szisztematikus tömeges nemi erőszak, amelyet főként szerbek, és kisebb mértékben a horvát és bosnyák erők követtek el. Az olyan események, mint Szarajevó ostroma és a Srebrenicai mészárlás később a háború ikonikus történéseivé váltak.
A szerbek, bár kezdetben a JNA által biztosított fegyverek és erőforrások miatt katonailag előnyben voltak, végül elvesztették lendületüket, amikor 1994-ben a Bosznia-Hercegovinai Föderáció washingtoni egyezmény általi létrehozásával a bosnyákok és horvátok szövetkeztek a Boszniai Szerb Köztársaság ellen. Pakisztán figyelmen kívül hagyva az ENSZ fegyverszállítási tilalmát, légi úton páncéltörő rakétákat szállított a boszniai muszlimoknak, míg a srebrenicai és a markalei mészárlás után, 1995-ben a Megfontolt Erő hadművelettel a NATO avatkozott be a háborúba a Boszniai Szerb Köztársaság hadseregének állásai ellen, ami kulcsfontosságúnak bizonyult a háború befejezésében. A háború azután ért véget, hogy 1995. december 14-én Párizsban aláírták a Bosznia-Hercegovinai Béke Általános Keretegyezményt. A béketárgyalásokat az ohiói Daytonban tartották, és a megállapodást 1995. november 21-én véglegesítették.
2008 elejére a volt Jugoszláviával foglalkozó Nemzetközi Törvényszék negyvenöt szerbet, tizenkét horvátot és négy bosnyákot ítélt el háborús bűnökért a boszniai háborúval kapcsolatban. Becslések szerint körülbelül 100 000 embert öltek meg a háború során.Az áldozatok kevesebb mint felét kitevő civilek 83%-a muszlim, 10%-a szerb és 5%-a pedig horvát nemzetiségű volt. Pusztán vallási és etnikai hovatartozásuk miatt gyilkoltak meg több ezer embert. A háborúban részt vevő mindegyik náció hallatlan kegyetlenkedéseket követett el a másik kettő polgári lakossága ellen. A háború során, ami abban az időben a legpusztítóbb konfliktus volt Európában a második világháború vége óta, több mint 2,2 millió ember kényszerült elhagyni otthonát. Ezen kívül (főként a szerb erők) becslések szerint 12 000–50 000 nőt erőszakoltak meg, az áldozatok többsége pedig bosnyák nő volt.

## Előzmények

### Jugoszlávia felbomlása
A bosznia-hercegovinai háború a Jugoszláv Szocialista Szövetségi Köztársaság felbomlásának következménye volt. A hidegháború végén a konföderációs rendszer meggyengülése következtében válság alakult ki Jugoszláviában, ahol a nemzeti kommunista párt, a Jugoszláv Kommunisták Szövetsége elvesztette ideológiai vezető erejét. Eközben a koszovói erőszakot követően az 1980-as években az etnikai alapú nacionalizmus reneszánszát élte. Míg a szerb nacionalisták célja Jugoszlávia központosítása volt, addig a Jugoszláviában élő más nemzetiségek a föderalizációra és az állam decentralizálására törekedtek.
Bosznia-Hercegovina, az egykori török tartomány, történelmileg többnemzetiségű állam volt. Az 1991-es népszámlálás szerint a lakosság 44%-a muszlimnak (bosnyáknak), 32,5%-a szerbnek, 17%-a horvátnak, 6%-a pedig jugoszlávnak vallotta magát. A szerb alkotmány módosításainak elfogadása után, amelyek lehetővé tették, hogy Szerbia kormánya uralja Koszovó és Vajdaság tartományait, 1989 márciusában a jugoszláviai válság még inkább elmélyült. Addig, mint autonóm tartományoknak,  Koszovó és Vajdaság döntéshozatala független volt Szerbiától, és minden autonóm tartománynak volt szavazata jugoszláv szövetségi szinten is. Szerbia az újonnan megválasztott elnök Slobodan Milošević alatt a jugoszláv elnöki poszton nyolcból három szavazat felett szerezte meg az irányítást. Montenegró további szavazataival így Szerbia erősen befolyásolhatta a szövetségi kormány döntéseit. Ez a helyzet a többi köztársaság tiltakozását és a jugoszláv föderáció reformjának követelését váltotta ki. A Jugoszláv Kommunisták Szövetsége 14. rendkívüli kongresszusán, 1990. január 20-án a köztársaságok delegációi nem tudtak megegyezni a jugoszláv föderáció előtt álló főbb kérdésekben. Ennek eredményeként a szlovén és a horvát küldöttek elhagyták a kongresszust. A Milan Kučan vezette szlovén delegáció demokratikus változásokat és lazább föderációt követelt, a Milošević vezette szerb delegáció pedig ellenezte ezt.
A Bosznia-Hercegovinában 1990 novemberében megtartott első többpárti választáson a szavazatokat nagyrészt etnikai hovatartozás szerint adták le, ami a bosnyák Demokratikus Akció Pártja (SDA), a Szerb Demokrata Párt (SDS), valamint a Horvát Demokratikus Közösség (HDZ BiH) sikeréhez vezetett. A pártok etnikai alapon osztották meg a hatalmat, így a Bosznia-Hercegovinai Szocialista Köztársaság elnökségének elnöke bosnyák, a parlament elnöke szerb, a miniszterelnök pedig horvát lett. A szeparatista nacionalista pártok más köztársaságokban, így Horvátországban és Szlovéniában is hatalmat szereztek.

### A délszláv háború kezdetei

Bosznia-Hercegovina 1991-es nemzetiségi térképe (kékkel a szerb, zölddel a bosnyák, sárgával a horvát többségű területek)

1991 elején találkozókra került sor a hat jugoszláv köztársaság és a két autonóm régió vezetői között, hogy megvitassák a Jugoszláviában zajló válságot. A szerb vezetés a föderatív megoldást, míg a horvát és szlovén vezetés a szuverén államok szövetségét részesítette előnyben. Alija Izetbegović boszniai vezető februárban aszimmetrikus föderációt javasolt, ahol Szlovénia és Horvátország laza kapcsolatokat tartana fenn a megmaradt négy köztársasággal. Röviddel ezután megváltoztatta álláspontját, és egy ilyen szövetség előfeltételeként a szuverén Bosznia mellett döntött. Március 25-én Franjo Tuđman horvát, és Slobodan Milošević szerb elnök találkozót tartott Karađorđevóban. A találkozó néhány jugoszláv politikus állítása szerint ellentmondásos volt, de a két elnök megegyezett Bosznia-Hercegovina felosztásában. Június 6-án Alija Izetbegović bosnyák, és Kiro Gligorov macedón elnök gyenge konföderációt javasolt Horvátország, Szlovénia és a másik négy köztársaság között. Ezt a Milošević-kormányzat elutasította. 1991. június 25-én Szlovénia és Horvátország kikiáltotta függetlenségét, ami Szlovéniában tíznapos háborúnak nevezett fegyveres konfliktushoz, valamint a jelentős szerb nemzetiségű területeken a horvát függetlenségi háború eszkalálódásához vezetett. 1991 második felében a harcok felerősödtek Horvátországban. A Jugoszláv Néphadsereg (JNA) immár Bosznia-Hercegovinából is támadta Horvátországot.
1991 júliusában a Szerb Demokrata Párt (SDS) képviselői, köztük az SDS elnöke Radovan Karadžić, Muhamed Filipović és Adil Zulfikarpašić a Muszlim Bosnyák Szervezet (Muslimanska bošnjačka organizacija – MBO) képviselői kidolgozták a Karadžić–Filipović-egyezmény néven ismert megállapodást. Eszerint Bosznia-Hercegovina Szerbia és Montenegró államszövetségében maradt volna. A megállapodást a horvát politikai pártok elutasították. Bár kezdetben üdvözölte a kezdeményezést, később az Izetbegović-adminisztráció is elutasította a megállapodást. 1991 szeptembere és novembere között az SDS megszervezte hat szerb autonóm terület (SAO) létrehozását. Ez a bosnyákok Jugoszláviából való kiválás felé tett lépéseire volt válasz. Hasonló lépéseket tettek a boszniai horvátok is. 1991 augusztusában az Európai Gazdasági Közösség adott otthont a Jugoszláviáról szóló békekonferenciának abból a célból, hogy megakadályozzák Bosznia-Hercegovina háborúba sodródását. 1991. szeptember 25-én az Egyesült Nemzetek Szervezete Biztonsági Tanácsa elfogadta a 713. számú határozatot, amely fegyverembargót rendelt el minden volt jugoszláv területre. Az embargónak a JNA-ra és a szerb erőkre alig volt hatása. Ekkorra a horvát csapatok is már nagy mennyiségű fegyvert foglaltak le a JNA-tól a laktanyacsata során. Ezzel szemben az embargónak a boszniai háború kezdetén jelentős hatása volt Bosznia-Hercegovinában. A szerb erők megkapták a kivonuló a JNA fegyverzetét és felszerelését, míg a horvát és bosnyák erők az embargót megszegve Horvátországon keresztül szereztek fegyvert.
1991. szeptember 19-én a JNA Mostar városa környékére különleges alakulatokat telepített. Ez ellen tiltakozott az önkormányzat. 1991. szeptember 20-án a JNA az északkelet-boszniai Višegrad régión keresztül csapatokat vitt át a vukovári frontra. Válaszul a helyi horvátok és bosnyákok barikádokat és géppuskaállásokat állítottak fel. Megállítottak egy 60 JNA tankból álló oszlopot, de másnap erőszakkal verték szét őket. Több mint 1000 embernek kellett elmenekülnie a területről. Ez a közel hét hónappal a boszniai háború kezdete előtti akció hozta a délszláv háborúk első boszniai áldozatait. Október első napjaiban a JNA a dél-horvátországi Dubrovnik megtámadására készülve megtámadta és elpusztította a kelet-hercegovinai horvát Ravno falut. 1991. október 6-án Alija Izetbegović bosnyák elnök semlegességi kiáltványt tett közzé a televízióban, amelyben a „nem a mi háborúnk” kijelentés szerepelt. Közben Izetbegović október 14-én a boszniai parlament előtt a következő nyilatkozatot tette a JNA-val kapcsolatban: „Ne tegyetek semmit a hadsereg ellen. (...) a hadsereg jelenléte stabilizáló tényező számunkra, és szükségünk van arra a hadseregre (. ...) Eddig nem volt problémánk a hadsereggel, és később sem lesz ilyen gondunk.”
1990-ben az SDB és a Jugoszláv Néphadsereg (JNA) válogatott szerb tisztjeinek egy csoportja kidolgozta a RAM-tervet azzal a céllal, hogy Szerbián kívüli szerbeket szervezzenek be a megszülető Szerb Demokrata Párt párt ellenőrzésének megszilárdítására, valamint a fegyverek és lőszerek elhelyezésére. A terv célja egy harmadik Jugoszlávia kereteinek előkészítése volt, amelyben a területeivel együtt az összes szerb egy államban élne. A szerb hadsereg tisztjei 1992-ben Belgrádban tartott találkozójáról Giuseppe Zaccaria újságíró tudósított, és beszámolt arról, hogy határozott politikát fogadtak el a nők és a gyermekek mint a muszlim vallási és társadalmi struktúra kiszolgáltatott részeként való megcélzása érdekében. Egyes források szerint a RAM-tervet az 1980-as években dolgozták ki. Létét Ante Marković, Jugoszlávia miniszterelnöke, egy Bosznia-Hercegovinából származó horvát nemzetiségű politikus szivárogtatta ki. Ennek megléte és lehetséges végrehajtása megrémítette a boszniai kormányt.

### A politikai válság kiszélesedése
A Bosznia-Hercegovinai Szocialista Köztársaság szarajevói parlamentje 1991. október 15-én egyszerű többséggel elfogadta a „Bosznia-Hercegovina szuverenitásáról” szóló memorandumot. A memorandumot hevesen vitatták a boszniai szerb parlamenti képviselők, azzal érvelve, hogy az alkotmány LXX. módosítása eljárási biztosítékokat és kétharmados többséget ír elő az ilyen kérdésekben. A Memorandumot mindenesetre megvitatták, ami a boszniai szerbek parlamenti bojkottjához vezetett. A szerb politikai képviselők a Boszniai Szerb Köztársaság Nemzetgyűlésén 1991. október 24-én nyilatkozatot fogadtak el, amely kimondta, hogy a szerbek Jugoszláviában kívánnak maradni. A Demokratikus Akció Pártja (SDA), amelyet Alija Izetbegović vezetett eltökélte a függetlenség elérését, melyet az Európai Közösség és az Amerikai Egyesült Államok is támogatott. Az SDS viszont egyértelművé tette, hogy ha a függetlenséget bejelentik, a szerbek kiválnak, mivel joguk volt az önrendelkezéshez.
A HDZ BiH a horvátországi kormánypárt, a Horvát Demokratikus Közösség (HDZ) fiókpártjaként jött létre. Miközben a párt az ország függetlenségét szorgalmazta, valójában megosztott volt, és néhány tagja a horvát többségű területek elszakadását szorgalmazta. 1991 novemberében a horvát vezetés a horvát többségű területeken autonóm közösségeket szervezett. 1991. november 12-én Bosanski Brodban megalakult a Bosnyák Posavinai Horvát Közösség, mely nyolc észak-boszniai településre terjedt ki. 1991. november 18-án Mostarban megalakult a Herzeg-Bosznai Horvát Közösség, mely elnökének Mate Bobant választotta. Alapító okirata így szól: „A Közösség mindaddig tiszteletben tartja a Bosznia-hercegovinai Köztársaság demokratikusan megválasztott kormányát, amíg létezik a korábbi, vagy bármely más Jugoszláviától független Bosznia-Hercegovina.” Borislav Jović visszaemlékezései azt mutatják, hogy 1991. december 5-én Milošević elrendelte a bosznia-hercegovinai JNA csapatok átszervezését és nem bosnyák állományának kivonását, arra az esetre, ha az elismerés azt eredményezné, hogy a JNA-t idegen erőként kezelik. Így a boszniai szerb hadsereg magjaként a boszniai szerbek maradnának. Ennek megfelelően a hónap végére a bosznia-hercegovinai JNA személyi állományának csak 10-15%-a származott a köztársaságon kívülről. Silber és Little megjegyzik, hogy Milošević titokban elrendelte, hogy minden boszniai születésű JNA-katonát helyezzenek át Bosznia-Hercegovinába. Jović visszaemlékezései azt sugallják, hogy Milošević jó előre tervezett egy támadást Bosznia ellen.

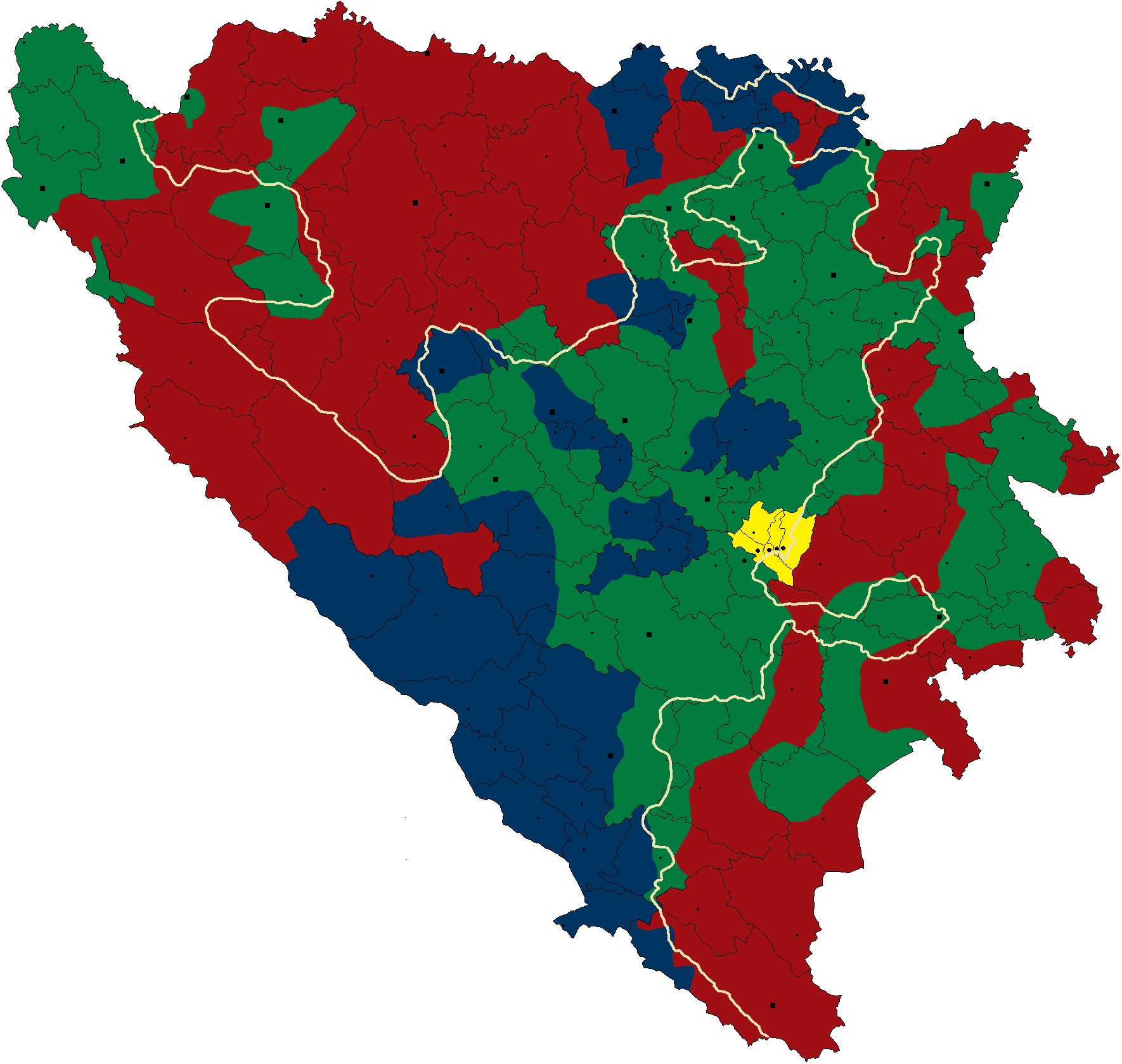
A Carrington–Cutillero-terv (vörössel a szerb, zölddel a bosnyák, kékkel a horvát kantonok)

1992. január 9-én a boszniai szerbek kikiáltották a Boszniai Szerb Köztársaság elődjét, „Bosznia-Hercegovinai Szerb Népköztársaságot” (SR BiH), de nem nyilvánították ki hivatalosan a függetlenséget. A Jugoszláviáról szóló Békekonferencia Választottbírósági Bizottsága 1992. január 11-iki 4. számú állásfoglalásában Bosznia-Hercegovináról kijelentette, hogy Bosznia-Hercegovina függetlenségét nem szabad elismerni, mert az ország még nem tartott népszavazást a függetlenségről. 1992. január 25-én, egy órával a parlamenti ülésszak elnapolása után a parlament február 29-re és március 1-re írta ki a népszavazást a függetlenségről. A vita, miután a többségi bosnyák–horvát küldöttek elutasították azt az indítványt, hogy a népszavazási kérdést a még meg nem alakult Nemzeti Esélyegyenlőségi Tanács elé vigyék, a szerb képviselők részvétele nélkül ért véget. A népszavazási javaslatot, az SDS-tagok hiányában a muszlim képviselők által javasolt formában fogadták el. Ahogy Burg és Shoup megjegyzi, „a döntés a konfliktusba taszította a boszniai kormányt és a szerbeket”. A közelgő népszavazás már februárban nemzetközi aggodalmat keltett. A horvátországi háború fejleményeinek eredményeként 1992. február 21-én megszületett az Egyesült Nemzetek Biztonsági Tanácsának 743. számú határozata, amely létrehozta az Egyesült Nemzetek Védelmi Erőit (UNPROFOR).
A február 21–22-i lisszaboni megbeszéléseken José Cutileiro az EB közvetítője béketervet terjesztett elő, amely olyan javaslatot tett, hogy a függetlenné vált Bosznia-Hercegovinát három alkotó egységre kell osztani. A bosnyák vezetés február 25-én elutasította a megállapodást. 1992. február 28-án a Bosznia-Hercegovinai Szocialista Köztársaság Alkotmánya kimondta, hogy a köztársaság területe magában foglalja „a Bosnyák Köztársaság területein levő a szerb autonóm régiókat és kerületeket, valamint más bosznia-hercegovinai szerb etnikai egységeket, ideértve azokat a régiókat is, ahol a szerb nép a második világháborúban ellene végrehajtott népirtás miatt kisebbségben maradt”, és a szerbek Jugoszlávia részévé nyilvánították. A boszniai szerb gyűlés tagjai azt tanácsolták a szerbeknek, hogy bojkottálják az 1992. február 29-én és március 1-jén tartandó népszavazást. A népszavazásokon való részvétel 63,7%-os volt, a választók 92,7%-a szavazott a függetlenség mellett. Ez arra utal, hogy a boszniai szerbek, akik a lakosság körülbelül 34%-át alkották nagyrészt bojkottálták a népszavazást. A szerb politikai vezetés a népszavazásokat ürügyként használta fel arra, hogy tiltakozásul útlezárásokat állítson fel. A függetlenséget a boszniai parlament hivatalosan 1992. március 3-án nyilvánította ki.

### Az 1992 márciusi események
A március 1-jei népszavazás alatt egy szerb esküvőn történt lövöldözés kivételével Szarajevó csendes volt. A muszlimok a népszavazás napján szándékos provokációnak tekintették a szerb zászlók lobogtatását Szarajevó régi bazárjában, a Baščaršijában. Nikola Gardovićot, a vőlegény édesapját megölték, egy szerb ortodox pap pedig megsebesült. A szemtanúk Ramiz Delalićként, (más néven „Ćelo”) azonosították a gyilkost, egy gengsztert, aki a kommunizmus bukása óta egyre szemtelenebb bűnözővé vált, és állítólag az ún. „zöldsapkás” bosnyák félkatonai csoport tagja volt. Ellene és egy másik feltételezett támadó ellen elfogatóparancsot adtak ki. Az SDS elítélte a gyilkosságot, és azt állította, hogy a letartóztatás elmaradása az SDA vagy a boszniai kormány bűnrészessége miatt történt. Az SDS szóvivője kijelentette, ez bizonyíték arra, hogy a szerbek életveszélyben vannak, és a független Boszniában még tovább lennének fenyegetve, amit Sefer Halilović, a Hazafias Liga alapítója elutasított, és kijelentette, hogy ez nem esküvő, hanem provokáció, és esküvői vendégeit az SDS aktivistáinak nevezte. A következő nap kora reggel a város kulcsfontosságú tranzitpontjain barikádok jelentek meg, rajtuk fegyveres és álarcos SDS-támogatókkal.
Miután Bosznia-Hercegovina 1992. március 3-án kikiáltotta függetlenségét Jugoszláviától, a szerbek és a kormányerők között szerte az országban szórványos harcok törtek. 1992. március 18-án mindhárom fél aláírta a lisszaboni megállapodást: Alija Izetbegović a bosnyákok, Radovan Karadžić a szerbek és Mate Boban pedig a horvátok részéről. Izetbegović azonban, miután Szarajevóban találkozott Warren Zimmermann amerikai nagykövettel, 1992. március 28-án visszavonta aláírását, és kijelentette, hogy ellenzi Bosznia bármilyen etnikai alapú megosztását. Hogy mit és ki mondott, az továbbra sem világos. Zimmerman tagadja, hogy azt mondta volna Izetbegovićnak, hogy ha visszavonja aláírását, az Egyesült Államok elismerné Boszniát független államként. Vitathatatlan, hogy Izetbegovic még aznap visszavonta aláírását és elhatárolódott a megállapodásról. 1992. március végén Bosanski Brodban harcok dúltak a szerbek és az egyesített horvát és bosnyák erők között aminek eredményeként Sijekovacban szerb falusiakat gyilkoltak meg. 1992. április 1–2-án szerb félkatonai csoportok elkövették a bijeljinai mészárlást, amelynek a legtöbb áldozata bosnyák volt.

## A szembenálló erők
A boszniai háborúban három, egymással harcoló erő volt: a bosnyákok a Bosznia-hercegovinai Köztársaság, a horvátok Herzeg-Bosznia Horvát Köztársaság és Horvátország, a szerbek pedig a 
Boszniai Szerb Köztársaság és Jugoszlávia támogatását élvezték. Az ország három fő etnikai csoportja túlnyomórészt saját fegyveres erőit támogatta: a bosnyákok főként az ARBiH-t, a horvátok a HVO-t, a szerbek pedig a VRS-t. Minden fegyveres erőben voltak külföldi önkéntesek is.

### A bosnyákok

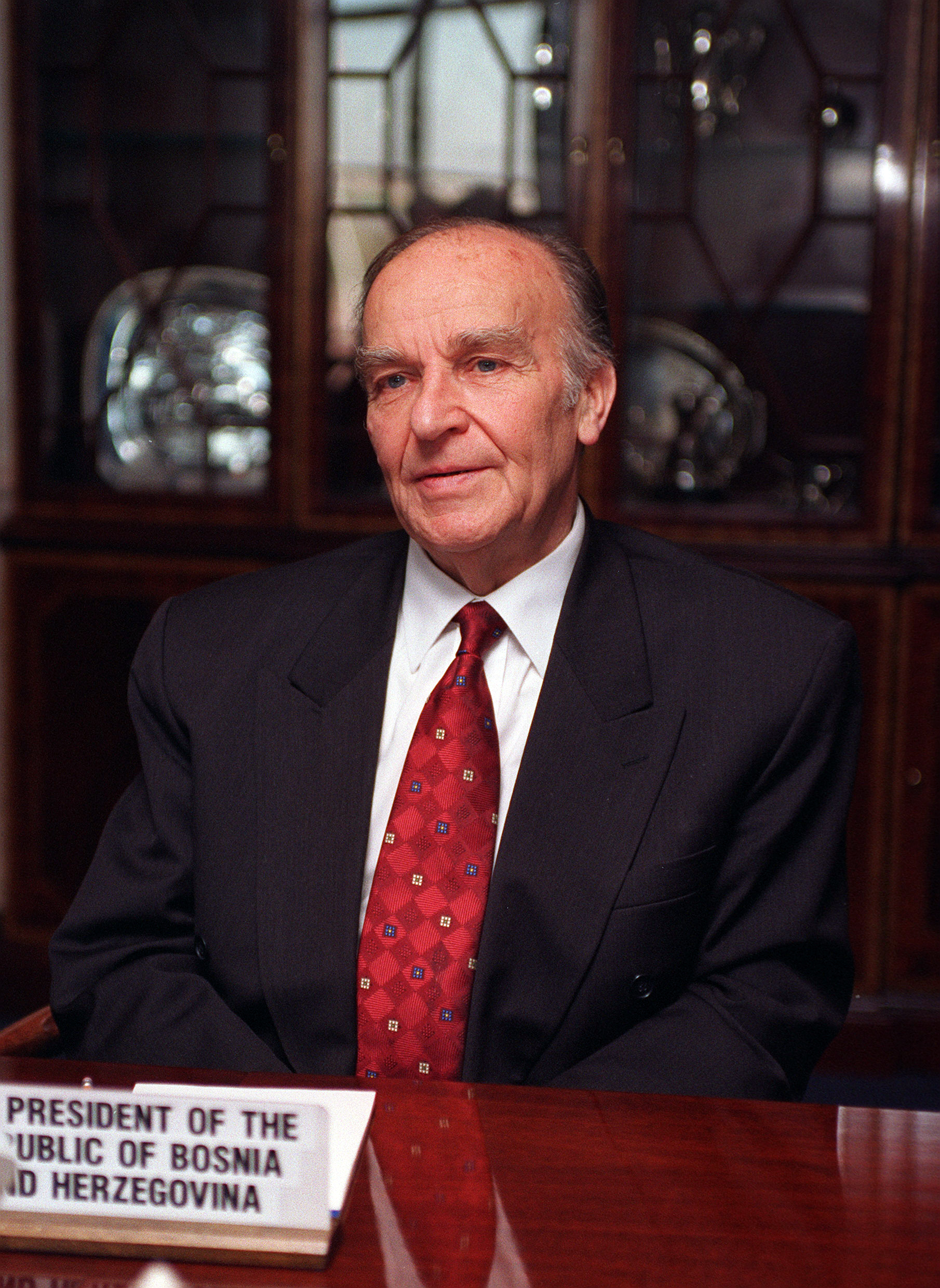
Alija Izetbegović a Bosznia-hercegovinai Köztársaság elnöke

A bosnyák erők főleg a Bosznia-hercegovinai Köztársaság hadseregébe (Armija Republike Bosne i Hercegovine, ARBiH) szerveződtek. A hadsereget öt hadtestre osztották. Az 1. hadtest Szarajevó és Goražde környékén, míg az erősebb 5. hadtest nyugaton az ún. Bosanska Krajina nevű kiszögellésben működött, és együttműködött a Bihácson és környékén működő HVO-egységekkel. A boszniai kormányerők rosszul voltak felszerelve, és nem voltak felkészülve a háborúra. Sefer Halilović, a boszniai területvédelem vezérkari főnöke 1992 júniusában azt állította, hogy erői 70%-a muszlim, 18%-a horvát és 12%-a szerb. A boszniai hadseregben a szerb és horvát katonák aránya Szarajevóban, Mostarban és Tuzlában különösen magas volt. A boszniai hadsereg legmagasabb rangú szerb nemzetiségű tagja Jovan Divjak tábornok volt, a boszniai hadsereg főhadiszállásának parancsnok-helyettese. A parancsnok második helyettese a horvát származású Stjepan Šiber tábornok volt. Izetbegović abból a célból, hogy egy soknemzetiségű boszniabarát védelmi frontot hozzon létre hét nappal meggyilkolása előtt Blaž Kraljević ezredest, a horvát védelmi erők parancsnokát is kinevezte a Bosnyák Hadsereg vezérkarának tagjává. Ez a sokszínűség a háború folyamán folyamatosan csökkent.

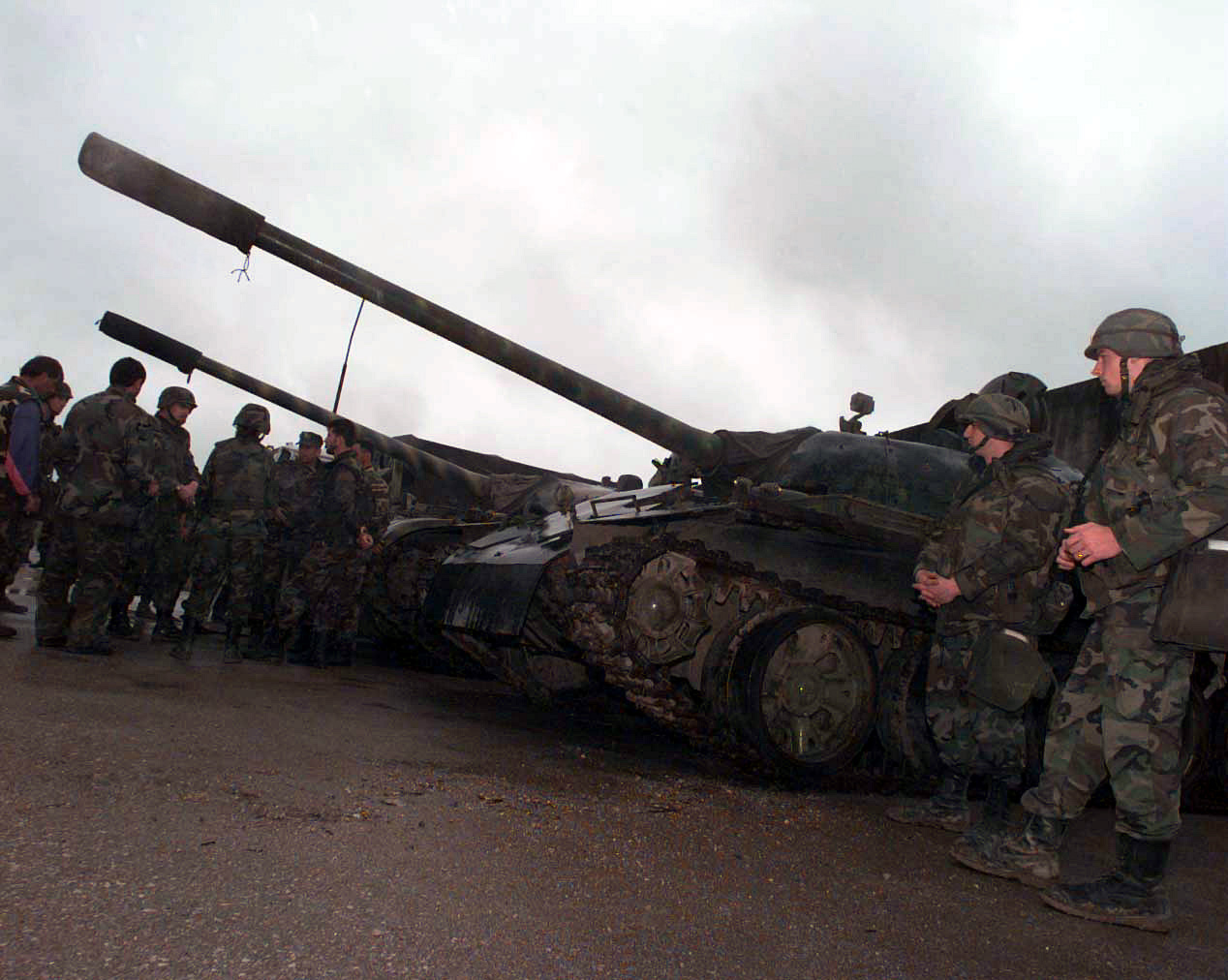
A Bosznia-hercegovinai Köztársaság Hadserege 28. hadosztály 281. dandár 1. harckocsizászlóaljának katonái 1996-ban Viscánál

A boszniai kormány lobbizott a fegyverembargó feloldásáért, de az Egyesült Királyság, Franciaország és Oroszország ellenezte ezt. Az Egyesült Államok e politika folytatására tett javaslatait „lift and strike” néven ismerték. Az amerikai kongresszus két határozatot is elfogadott, amelyek az embargó feloldását szorgalmazták, de Bill Clinton elnök mindkettőt megvétózta, mert attól tartott, hogy szakadás keletkezik az Egyesült Államok és a fent említett országok között. Mindazonáltal az Egyesült Államok „fekete” C-130-as szállítóeszközöket és megkerülő utakat is használt, beleértve az iszlamista csoportokat is, hogy fegyvereket csempésszen a boszniai-muszlim erőknek, valamint lehetővé tette, hogy az irániak által szállított fegyvereket Horvátországon keresztül Boszniába szállítsák. Tekintettel azonban arra, hogy a NATO széles körben ellenzi az amerikai (és esetleg török) erőfeszítéseket a „tuzlai fekete repülések” koordinálására, az Egyesült Királyság és Norvégia rosszallását fejezte ki ezekkel az intézkedésekkel, valamint a NATO fegyverembargójának NATO általi végrehajtására gyakorolt kontraproduktív hatásaival kapcsolatban. 1992 és 1995 között a pakisztáni hírszerzés is aktív szerepet játszott, és titokban fegyverekkel, lőszerekkel és irányított tankelhárító rakétákkal látta el a muszlim harcosokat, hogy esélyt adjon nekik a szerbek elleni harcra. Pakisztán így dacolt az ENSZ tilalmával, hogy fegyvereket szállítson a boszniai muszlimoknak, és Javed Nasir tábornok később azt állította, hogy az ISI páncéltörő irányított rakétákat szállított Boszniába, ami végül a boszniai muszlimok javára fordította a helyzetet, és arra kényszerítette a szerbeket, hogy adják fel az ostromot.
A 2009-ben kiadott „The Clinton Tapes: Wrestling History with the President” című könyvében Taylor Branch történész és író, Bill Clinton amerikai elnök barátja több mint 70, 1993 és 2001 közötti az elnökkel az elnöksége alatt rögzített ülés hanganyagát hozta nyilvánosságra. Az 1993. október 14-én rögzített szalagon az áll, hogy:
|  | „Clinton szerint az Egyesült Államok európai szövetségesei blokkolták az embargó kiigazítására vagy megszüntetésére irányuló javaslatokat. Ellenkezésüket elfogadható humanitárius okokkal indokolták, és azzal érveltek, hogy több fegyver csak fokozná a vérontást, de az elnök szerint a legfontosabb szövetségesek magánbeszélgetésekben kifogásolták, hogy a független Bosznia „természetellenes” lenne Európa egyetlen muszlim nemzeteként. Elmondása szerint éppen azért támogatták az embargót, mert az Boszniát hátrányába hozta. [..] Amikor döbbenetemet fejeztem ki az ilyen cinizmus miatt, amely az európai zsidók helyzetével kapcsolatban a második világháború alatti „vakdiplomáciára” emlékeztetett, Clinton elnök csak vállat vont. Elmondta, hogy François Mitterrand francia elnök egyenesen azt mondta, hogy Bosznia nem tartozik ide, és brit tisztviselők is a keresztény Európa fájdalmas, de reális helyreállításáról beszéltek. Nagy-Britanniával és Franciaországgal szemben Helmut Kohl német kancellár – többek között – támogatta az ENSZ fegyverembargójának újragondolását, ami részben azért vallott kudarcot, mert Németország nem kapott helyet az ENSZ Biztonsági Tanácsában.” |
|  | – Taylor Branch, The Clinton Tapes: Wrestling History with the President |

### A horvátok

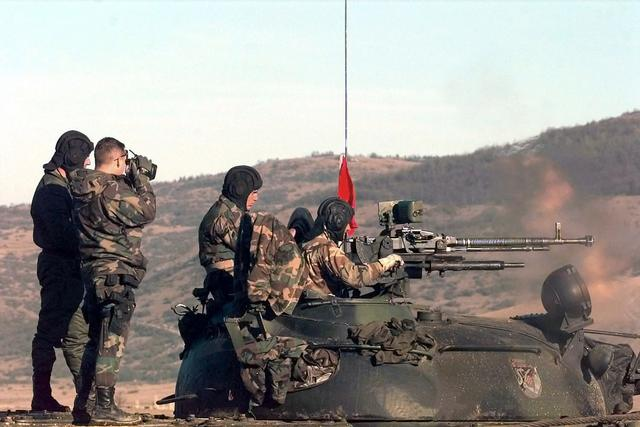
A HVO 2. gárdadandár katonái egy T-55-ös harckocsira szerelt 12,7 mm-es géppuska tesztelése közben

A horvátok 1991 végén kezdték meg katonai erejük megszervezését. 1992. április 8-án, mint „a horvát védelem legfelsőbb szerve Herceg-Boszniában” megalakult a Horvát Védelmi Tanács (Hrvatsko vijeće obrane, HVO). A HVO-t négy operatív zónában szervezték meg Mostarban, Tomislavgradban, Vitezben és Orašjében. A HVO elsődleges célja az volt, hogy megvédje Bosznia-Hercegovinában levő horvát többségű területeket a szerb agressziótól, és ebben a horvát hadsereg anyagi és fegyveres támogatására is támaszkodott. 1993 februárjában a HVO vezérkara 34 080 tisztre és férfira becsülte a HVO erejét. Az Európai Közösség Megfigyelő Missziója (ECMM) 1993 elején 45 000–55 000 főre, a CIA 1993 júliusában 40 000-50 000 főre becsülte a HVO erőit. Fegyverzete körülbelül 50 harckocsit, főleg T-34-est és T-55-öst, valamint 500 különféle tüzérségi fegyvert tartalmazott. A HVO-t 1995 decemberében a daytoni megállapodás aláírása után kötött megállapodással integrálták a Bosznia-Hercegovinai Föderáció (VFBiH) hadseregébe. Miután a VFBiH-t és a Boszniai Szerb Köztársaság hadseregét egyetlen fegyveres erővé egyesítették 2005 decemberében a HVO-t a Bosznia-Hercegovinai Fegyveres Erők 1. gyalogezredévé szervezték át. A horvát-bosnyák konfliktus során a horvát kormány fegyvereket biztosított a HVO-nak, és megszervezte a bosznia-hercegovinai származású önkéntesek küldését a HVO-hoz.

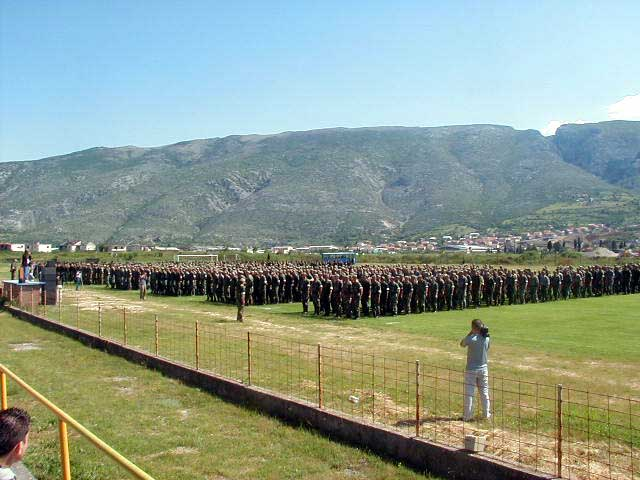
A HVO egységeinek szemléje Mostar mellett 2001. május 11-én

A háború elején a horvát kormány segített felfegyverezni a horvát és a bosnyák erőket. Az ARBiH katonák toborzására logisztikai központokat hoztak létre Zágrábban és Fiuméban. A később hivatalosan Horvát Hadseregre (Hrvatska vojska, HV) átkeresztelt Horvát Nemzeti Gárda (Zbor Narodne Garde, ZNG) Boszniai Posavinában, Hercegovinában és Nyugat-Boszniában harcolt a szerb erők ellen. A horvát parlament 1991. április 18-án módosította a belügyi törvényt, és öt nappal később hivatalosan is megalakult a ZNG. Feladata Horvátország alkotmányos rendjének védelme, a közrend fenntartása, a terrorellenes műveletek, Horvátország határainak, területének, partjainak és területi vizeinek, értékes építmények, illetve magas rangú személyek védelme volt. Bár a ZNG formálisan a belügyminisztériumnak volt alárendelve, alapító jogszabálya előírta, hogy a Horvát Védelmi Minisztérium parancsnoksága alá tartozott. A ZNG csapatok számát és összetételét május 5-én határozták meg, majd Martin Špegelj és Josip Boljkovac a rendőrség állományának a ZNG-hez való május 10-iki átvezénylésére vonatkozóan hadműveleti iránymutatást adtak ki. Május 15-ig négy dandárt alkotva, több különleges rendőri egység (SPU) is átkerült a ZNG-hez. Júliusra a ZNG-nek mintegy 8000 katonája állt rendelkezésre, mely más horvát erőkkel ellentétben kézifegyverekkel teljesen fel volt szerelve. Az áprilisban a mintegy 39 000 főt számláló tartalékos rendőri erőt szintén ZNG-dandárokhoz és független zászlóaljakhoz osztották be. Május 18-án a ZNG speciális egységeként megalakult a Zrinski (Zrínyi) zászlóalj, melynek törzse a Kumrovec SPU-ból átvezényelt 27 önkéntesből állt és kezdetben a Francia Idegenlégió volt katonáira is támaszkodott. Júliusra a 40 000 ZNG-katonából álló tartalék haderőt 19 dandárhoz és 14 független zászlóaljhoz osztották be; azonban a teljes állományuk számára nem rendelkeztek elegendő nehéz vagy kézi lőfegyverrel. A horvát rendőrség körülbelül 15 000 kézi lőfegyverrel rendelkezett, és augusztusig külföldről kevesebb, mint 30 000 további fegyvert tudtak beszerezni. Szeptember 20-án a parlament elfogadta a védelmi törvényt, amely meghatározta, hogy a ZNG és a Horvát Hadsereg (Hrvatska vojska – HV) alkotják a Horvát Köztársaság fegyveres erőit.

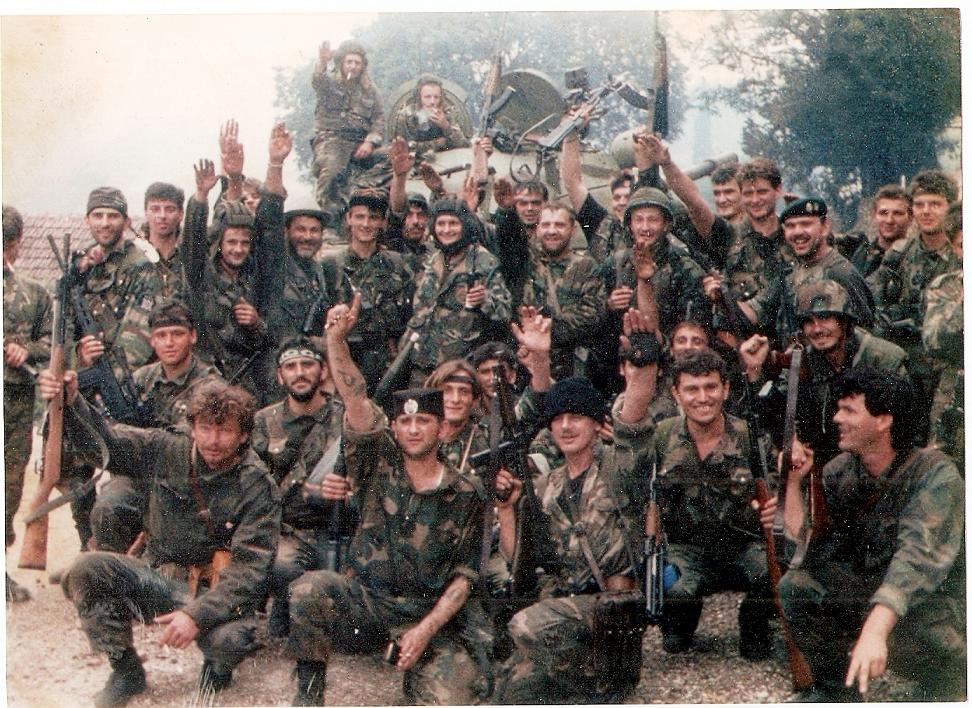
A Horvát Védelmi Erők katonái 1992-ben a Júniusi hajnalok hadműveletben

 Ugyanakkor a fegyveres erők formálisan inkább a védelmi minisztériumnak, mint a Belügyminisztériumnak voltak alárendelve. A jogszabály a TO tartalék egységeit is a ZNG tartalékos haderő részeként jelölte meg. Másnap, élén Tus tábornokkal megalakult a fegyveres erők vezérkara. Október 8-án (aznap kiáltotta ki Horvátország a függetlenségét) módosították a védelmi törvényt, a ZNG-t a HV részeként megjelölve. A ZNG tartalékegységei a HV tartaléka lettek, és a Honvédség (Domobranstvo) nevet kapta, így a ZNG teljesen professzionális haderővé vált. A ZNG-t 1991. november 3-án átnevezték HV-re.A HV tovább növekedett, 1991 végére már mintegy 200 000 katonát számlált.
A Horvát Védelmi Erők (HOS), a Horvát Jogok Pártja félkatonai szárnya a HVO-val és az ARBiH-val együtt harcolt a szerb erők ellen. A szervezetnek két fő, egy horvátországi és egy bosznia-hercegovinai ága működött. 1992 elején a Horvát Köztársaság haderejének újraszervezése során, a horvátországi HOS beszerveződött a Horvát Hadseregbe (HV). A bosznia-hercegovinai HOS hivatalosan Bosznia-Hercegovina Köztársaságának Hadseregének (ARBIH) a részét képezte. Ellenben a Horvát Köztársaság vezetőségével és a szintén boszniai Horvát Védelmi Tanáccsal (HVO), melyek Bosznia-Hercegovinát szerb és horvát részre akarták felosztani, a boszniai HOS Bosznia-Hercegovina területének egységességének megőrzéséért és a háborúban való horvát-muzulmán szövetségért kardoskodott. A HOS-t nem sokkal parancsnokuk, Blaž Kraljević halála után feloszlatták, személyi állománya pedig főként a HVO-ba és az ARBiH-ba ment át.

### A szerbek

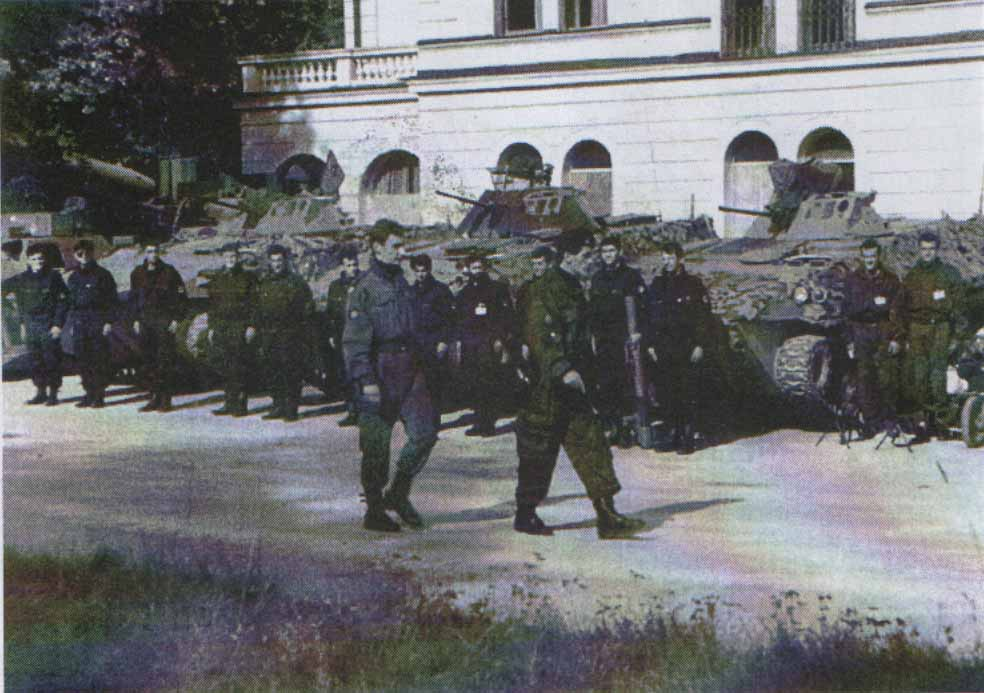
Az Ilidža Szerb Gárda a Boszniai Szerb Köztársaság hadseregének elit egysége, amely többnyire Szarajevóban és környékén, azaz a kelet-szarajevói állásokban harcolt.

A Bosznia-hercegovinai Szerb Köztársaság hadserege (Vojska Republike Srpske, VRS) 1992. május 12-én jött létre. A Boszniai Szerb Köztársaság nem kívánt elszakadni Jugoszláviától. Radovan Karadžić, a boszniai szerb politikai vezető kijelentette: „A mi optimumunk egy Nagy-Szerbia, és ha nem az, akkor a Szövetségi Jugoszlávia". Szerbia logisztikai támogatást, pénzt és ellátást biztosított a VRS-nek. A boszniai szerbek a JNA tisztikarának jelentős részét tették ki. Milošević úgy gondolta, hogy a boszniai szerbek maguk is megnyerik a háborút. A parancsnoki lánc, a fegyverzet és a magasabb rangú katonai személyzet nagy része, beleértve Ratko Mladić tábornokot is, a JNA-ból származott.
Amikor a boszniai háború kitört, a JNA hivatalosan 80 000 boszniai szerb katonát bocsátott el. Ezek a csapatok, amelyek megtarthatták nehézfegyvereiket, alkották az újonnan megalakult Boszniai Szerb Köztársaság hadseregének gerincét. Amellett, hogy nagyrészt Bosznia-Hercegovinából származó szerbekből állt, a VRS-ben kb. 4000 külföldi ortodox keresztény önkéntes is harcolt. Ebből 700 Oroszországból, 300-800 pedig Bulgáriából érkezett. 100 görög önként jelentkezett a boszniai szerbek oldalán való harcra, megalakítva a görög önkéntes gárdát, amely állítólag részt vett a srebrenicai mészárlásban.

### Félkatonai alakulatok
A boszniai háború alatt a harctereken különféle félkatonai egységek is működtek: a szerb Fehér Sasok (Beli Orlovi) és a Szerb Önkéntes Gárda (Srpska Dobrovoljačka Garda), más néven "Arkan tigrisei"; a bosnyák „Hazafias Liga” (Patriotska Liga) és a „Zöldsapkások” (Zelene Beretke); és a horvát „Horvát Védelmi Erők” (Hrvatske Obrambene Snage), stb. A szerb és horvát félkatonai csapatok szerbiai és horvátországi önkénteseket vontak be, és az említett országok nacionalista politikai pártjai támogatták őket.
A háború külföldi harcosokat és zsoldosokat vonzott különböző országokból. Az önkéntesek különféle okokból érkeztek harcolni, beleértve a vallási vagy etnikai hűséget, és bizonyos esetekben a pénzért. Általános szabály, hogy a bosnyákok az iszlám országoktól, a szerbek a keleti ortodox országoktól, a horvátok a katolikus országoktól kaptak támogatást. A külföldi harcosok jelenléte jól dokumentált, azonban ezek a csoportok egyike sem tette ki az adott hadsereg teljes létszámának 5 százalékánál többet.
A boszniai szerbek támogatást kaptak Kelet-Európa különböző országaiból érkezett a keresztény szláv harcosoktól köztük más ortodox keresztény országok önkénteseitől. Több száz orosz, körülbelül 100 görög és néhány ukrán és román is volt köztük. Egyes becslések szerint akár 1000 ilyen önkéntes is lehetett. A jelentések szerint a görög önkéntes gárda görög önkéntesei részt vettek a srebrenicai mészárlásban, és a görög zászlót kitűzték Srebrenicában, amikor a város szerbek kezére került. Néhány személy más európai országokból önként jelentkezett, hogy a horvát oldalon harcoljon, köztük olyan neonácik, mint Jackie Arklöv, akit háborús bűnökkel vádoltak, miután visszatért Svédországba. Később bevallotta, hogy a horvát haderő tagjaként a heliodromi és a dretelji fogolytáborban háborús bűnöket követett el boszniai muszlim civilek ellen.
A bosnyákok támogatást kaptak muszlim csoportoktól. Pakisztán támogatta Boszniát, miközben technikai és katonai támogatást nyújtott. A pakisztáni szolgálatközi hírszerzés (ISI) állítólag aktív katonai hírszerzési programot működtetett a boszniai háború alatt, amely 1992-ben kezdődött, és 1995-ig tartott. A program végrehajtását és felügyeletét Javed Nasir pakisztáni tábornok végezte, és a program logisztikai és lőszerellátást biztosított a boszniai mudzsahedek különböző csoportjainak. Mark Curtis brit történész szerint az ISI boszniai kontingensét Szaúd-Arábia pénzügyi támogatásával szervezték meg. A The Washington Post szerint Szaúd-Arábia az Egyesült Államok tudtával és hallgatólagos együttműködésével 300 millió dollár fegyvert bocsátott a boszniai kormányerők rendelkezésére, ezt az állítást amerikai tisztviselők tagadják. Külföldi muszlim harcosok is csatlakoztak a boszniai muszlimok soraihoz, köztük a Hezbollah libanoni gerillaszervezettől és az al-Káida globális szervezettől.

## A háború lefolyása

### A kezdetek
A fegyverek  már a horvátországi háború alatt is özönlöttek Boszniába. A JNA a boszniai szerbeket, a Horvát Védelmi Erő pedig a hercegovinai horvátokat fegyverezte fel.A boszniai muszlim Zöldsapkások és a Hazafias Liga már 1991 őszén megalakult, és 1992 februárjában védelmi tervet dolgozott ki. Becslések szerint 250–300 000 bosnyák volt felfegyverkezve, és mintegy 10 000 harcolt Horvátországban.1992 márciusára már az ország háromnegyedét a szerb és a horvát nacionalisták birtokolták. Április 1-jén Bijeljina községben megtörtént az első összeütközés: rálőttek a nem szerb lakosságra. Két nappal később a szerb erők ellenőrzése alá került Banja Luka. Ezen a napon Mostar mellett felrobbantottak egy kamiont. Alija Izetbegović az ország stabilizálása érdekében megszervezte a terrorista ellenes csoportot, azonban ez nem sikerült. Livnóban és Tuzlában elkezdték megszervezni a partizán-hagyományokra épülő „területi ellenállás”-t. Másnap Arkan kapitány szerb gárdája elfoglalta Bijeljinát. A Jugoszláv Néphadsereg (JNA) és a SDS e nap elaknásította Bosanski Brodot és a környéket. 1992. április 4-én Izetbegović elnök elrendelte az összes szarajevói tartalékos és rendőri erő mozgósítását, az SDS pedig a város szerbeinek evakuálására szólított fel, jelezve ezzel a „határozott szakítást a boszniai kormány és a szerbek között”. Bosznia és Hercegovina 1992. április 6-án megkapta a nemzetközi diplomáciai elismerést.A legelterjedtebb nézet szerint a háború aznap kezdődött.

### A háború eszkalálódása
A boszniai háború áprilisban tovább eszkalálódott. Április 3-án a JNA és a HV-HVO egyesített hadereje között megkezdődött a kupresi csata, amely a JNA győzelmével végződött. Április 6-án a szerb erők megkezdték Szarajevó ágyúzását, majd a következő két napban Szerbiából átkeltek a Drinán, és megostromolták a muszlim többségű Zvornikot, Višegradot és Fočát. A volt Jugoszláviával foglalkozó nemzetközi büntetőtörvényszék szerint 1992-ben, Zvornik elfoglalása után a boszniai szerb csapatok több száz muszlimot öltek meg, és tízezreket kényszerítettek a terület elhagyására. Április közepére egész Bosznia lángba borult. Április 23-án a JNA helikopterrel evakuálta személyzetét a čapljinai laktanyából, amely már március 4-e óta blokád alatt állt. Erőfeszítések történtek az erőszak megállítására. Április 27-én a boszniai kormány elrendelte a JNA polgári ellenőrzés alá helyezését vagy kiutasítását, amit május elején a két fél közti konfliktusok sorozata követett. Prijedort április 30-án foglalták el a szerbek. Május 2-án a zöldsapkások és a helyi bandatagok visszavágtak egy szervezetlen szerb támadásnak, amelynek célja Szarajevó kettévágása volt. Május 3-án Izetbegovićot a szarajevói repülőtéren a JNA tisztjei elrabolták, és fogságát arra használták fel, hogy a JNA csapatai biztonságosan átjussanak Szarajevó belvárosából. A bosnyák erők azonban megtámadták a távozó JNA konvojt, ami mindkét oldalon veszteségekhez vezetett. Május 18-án aláírták a tűzszünetet és a JNA kiürítéséről szóló megállapodást, május 20-án pedig a boszniai elnökség megszálló erővé nyilvánította a JNA-t.

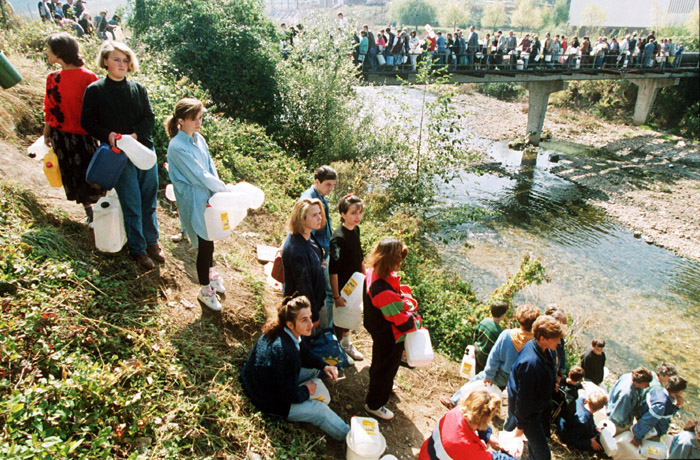
Szarajevó lakói vízért állnak sorba az ostrom idején

A háború új szakaszában megalakult a Boszniai Szerb Köztársaság hadserege, mely Ratko Mladić tábornok parancsnoksága alá került. Szarajevó május 24-én, 26-án, 28-án és 29-én történt ágyúzását Butrosz Butrosz-Gáli, az ENSZ főtitkára Mladićnak tulajdonította. A város május 27-iki ágyúzása során polgári áldozatok estek, mely a nyugat május 30-án szankciók formájában történt beavatkozásához vezetett, amelyeket az Egyesült Nemzetek Biztonsági Tanácsának 757. számú határozata alapján vezettek be. Ugyanezen a napon a boszniai erők megtámadták a városban található JNA laktanyát, amit heves ágyúzások követtek. Június 5-én és 6-án heves utcai harcok és ágyúzások során az utolsó JNA-katona elhagyta a várost. A június 20-iki tűzszünet, amelyet a szarajevói repülőtér humanitárius célú ENSZ átvétele érdekében kötöttek megszakadt, mivel mindkét fél a város és a város repülőtere közötti terület ellenőrzéséért küzdött. A repülőtéri válság Butrosz-Gáli június 26-iki ultimátumához vezetett, miszerint a szerbek állítsák le a város elleni támadásokat, engedjék meg, hogy az ENSZ átvegye az irányítást a repülőtér felett, és nehézfegyvereiket az ENSZ felügyelete alá helyezzék. Eközben a média arról számolt be, hogy Bush elnök fontolóra vette az erőszak alkalmazását Boszniában. A szarajevói orvlövészetről és ágyúzásról szóló médiajelentések nyomán a világ közvéleménye „határozottan és végérvényesen” a szerbek ellen fordult. Szarajevón kívül a harcosok sikerei 1992-ben igen eltérőek voltak. A szerbek elfoglalták a Drina és a Száva mentén fekvő muzulmán többségű városokat, és hónapokon belül elűzték muzulmán lakosságukat. A májusi bosnyák–HVO közös offenzíva, kihasználva a JNA kivonulását követő zűrzavart, megfordította a szerbek Posavina és Közép-Bosznia felé történő előrenyomulását. Az offenzíva Dobojt ostromolva dél felé folytatódott, ezzel elvágva a Bosanska Krajinában harcoló szerb erőket Semberijától és Szerbiától. Május közepén Srebrenicát Naser Orić vezetésével visszafoglalták a bosnyák erők. A szerb erők májusban drámai vereséget szenvedtek Kelet-Boszniában, amikor szerb beszámolók szerint Avdo Palić csapatára Srebrenica mellett lecsapták, és 400 embert öltek meg. Májustól augusztusig  tartott Goražde VRS általi ostroma, melyet az ARBiH szeptember 1-jén megszakított. 1992 áprilisában a Horvát Védelmi Tanács (HVO) erői behatoltak Orašje városába, és horvát források szerint beleértve a kínzást, nemi erőszakot és gyilkosságot is, tömeges zaklatási akcióba kezdtek a helyi szerb civilek ellen.
1992. május 15-én Tuzlában megtámadták a JNA távozó hadoszlopát. A 92. gépesített JNA-dandár (mely a tuzlai "Husinska buna" laktanyában állomásozott) parancsot kapott, hogy hagyja el Tuzla városát és Bosznia-Hercegovinát, és vonuljon Szerbiába. Megállapodás született a boszniai kormánnyal arról, hogy a JNA egységei május 19-ig békésen elhagyhatják Boszniát. A megállapodás ellenére a konvojt Tuzla Brčanska Malta kerületében puskákkal és rakétavetőkkel támadták meg, valamint útvonala mentén aknákat is helyeztek el. A támadásban 52 JNA-katona meghalt és több mint 40 megsebesült, többségük szerb nemzetiségű volt. A Bosznia-hercegovinai Köztársaság 1992. május 22-én csatlakozott az Egyesült Nemzetek Szervezetéhez.
1992 májusától decemberig a bosnyák belügyminisztérium (BiH MUP), a Horvát Védelmi Tanács, majd később a Bosznia és Hercegovinai Köztársaság Területvédelmi Erői (TO RBiH) működtették a čelebići fogolytábort. A tábort 700 boszniai szerb hadifogoly fogva tartására használták, akiket 1992 májusában olyan katonai műveletek során tartóztattak le, amelyek célja a szarajevói és mostari útvonalak blokádjának feloldása volt, amelyeket korábban a szerb erők lezártak. A 700 fogoly közül 13 halt meg a fogságban. A tábor fogvatartottait kínzásnak, szexuális zaklatásnak, verésnek és más kegyetlen és embertelen bánásmódnak vetették alá. Egyes foglyokat agyonlőttek, megöltek vagy agyonvertek.
1992 júniusára a menekültek és a belső menekültek száma elérte a 2,6 milliót. 1992 szeptemberéig Horvátország 335 985 menekültet fogadott be Bosznia-Hercegovinából, többségükben bosnyák civileket. A menekültek nagy száma jelentősen megterhelte a horvát gazdaságot és infrastruktúrát. Akkor Peter Galbraith horvátországi amerikai nagykövet – egy 1993. november 8-iki interjúban  – megpróbálta megfelelő perspektívába helyezni a horvátországi muzulmán menekültek számát. Azt mondta, hogy a helyzet azzal egyenértékű, mintha az Egyesült Államoknak 30 millió menekültet kellene befogadni. A Horvátországban tartózkodó boszniai menekültek számát akkoriban csak a Bosznia-Hercegovinán belüli belső menekültek száma haladta meg, mely 588 000 főre rúgott. Szerbia 252 130 menekültet, míg a többi volt jugoszláv köztársaság összesen 148 657 embert fogadott be Boszniából.

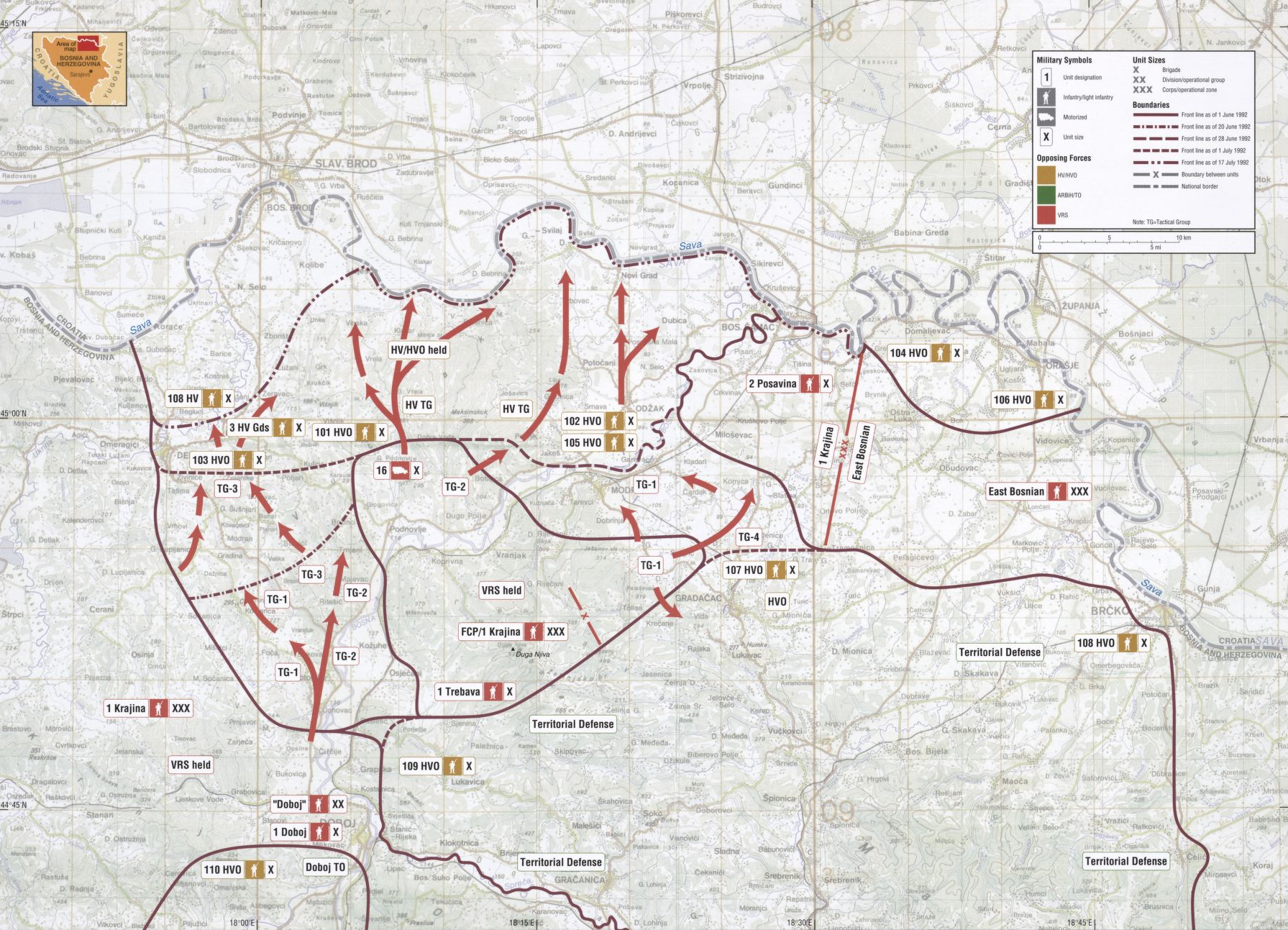
Korridor hadművelet (1992 június-július) térképe

1992 júniusában Észak-Boszniában a boszniai szerbek megkezdték a Korridor hadműveletet a HV–HVO erők ellen, hogy biztosítsák a szabad utat Belgrád, Banja Luka és Knin között. Az intézkedés azonnali okaként tizenkét újszülött halálát jelölték meg a Banja Luka kórházban, mely a palackos oxigén hiánya miatt következett be az inkubátorban elhelyezett újszülöttek között, de azóta megkérdőjelezték e halálesetek valódiságát. Borislav Jović, a Jugoszláv Elnökség szerb tagja azt állította, hogy a jelentés csak háborús propaganda volt. Azt állította, hogy Banja Lukának két palackos oxigéngyártó üzeme is volt a kórház közvetlen közelében, és ebből a szempontból gyakorlatilag önellátó volt. A hadművelet 1992. június 14-én kezdődött, amikor a krajinai 16. gépesített dandár a doboji VRS egy harckocsiszázadának segítségével Derventa közelében megkezdte az offenzívát. A VRS június 28-án Modriča, július 4–5-én Derventa, július 12-én pedig Odžak településeket foglalta el. A HV–HVO erőket Bosanski Brod és Orašje körüli elszigetelt állásaikba szorították vissza, amelyek ezután még augusztusban és szeptemberben is kitartottak. A VRS-nek október elején sikerült áttörnie vonalaikat és elfoglalni Bosanski Brodot. A megmaradt horvát erők nagy része északra, Horvátországba vonult vissza. A HV–HVO továbbra is megtartotta orašjei enklávéját, és novemberben visszaverte a VRS-támadást.
1992. június 21-én a bosnyák erők behatoltak a boszniai Srebrenica melletti szerb Ratkovići faluba, és meggyilkoltak 24 szerb civilt.
1992 júniusában az eredetileg Horvátországban telepített UNPROFOR mandátumát kiterjesztették Bosznia-Hercegovinára is, kezdetben a szarajevói nemzetközi repülőtér védelmére. Szeptemberben az UNPROFOR szerepe kibővült a humanitárius segélyek védelmével és a segélyszállítmányok támogatásával egész Bosznia-Hercegovinában, valamint a Vöröskereszt kérése esetén a polgári menekültek védelmére.
1992. augusztus 4-én az ARBiH IV. gépesített dandárja megpróbálta áttörni a Szarajevót körülvevő szerb gyűrűt, és a Hrasnica külvárosban található, súlyosan megrongálódott FAMOS gyárban és környékén heves csata alakult ki az ARBiH és a VRS között. A VRS visszaverte a támadást, de egy döntő ellentámadásban mégsem sikerült bevennie Hrasnicát.
1992. augusztus 12-én a Bosznia-Hercegovinai Szerb Köztársaság neve Boszniai Szerb Köztársaságra (RS) változott. 1992 novemberére Kelet-Bosznia 1000 négyzetkilométernyi területe volt muszlim ellenőrzés alatt.

### Bosnyák–horvát konfliktusok

#### Az 1992 végi horvát-bosnyák viszony
A háború elején létrejött horvát–bosnyák szövetség gyakran nem volt harmonikus. A két párhuzamos parancsnokság megléte problémákat okozott a két hadsereg koordinációjában a VRS elleni hadműveletek során. Április közepén egy közös HVO és TO katonai parancsnokság létrehozására tett kísérlet meghiúsult. 1992. július 21-én Tuđman és Izetbegović aláírta a barátságról és együttműködésről szóló megállapodást, amely létrehozta a katonai együttműködést a két hadsereg között. Az augusztus 6-iki ülésen a boszniai elnökség elfogadta a HVO-t a boszniai fegyveres erők szerves részének. E próbálkozások ellenére a feszültségek 1992 második felében folyamatosan növekedtek. Május elején fegyveres konfliktus történt Busováčán, június 13-án pedig ez megismétlődött. Június 19-én Novi Travnikban konfliktus tört ki az egyik oldalon a TO, a másik oldalon a HVO és a HOS egységei között. Júliusban Konjicban, augusztusban pedig Kiseljakban és a szarajevói Stup horvát településen is feljegyeztek incidenseket. Szeptember 14-én Bosznia-Hercegovina alkotmánybírósága alkotmányellenesnek nyilvánította a Herceg-Boszniai Horvát Köztársaság kikiáltását.
Október 18-án a Novi Travnik melletti benzinkút körüli vita, amelyen mindkét hadsereg osztozott, a város központjára kiterjedő fegyveres konfliktussá fajult. A helyzet tovább romlott, miután Ivica Stojak HVO parancsnokot Travnik közelében október 20-án megölték. Ugyanezen a napon a harcok kiéleződtek a Lašva-völgyön átvezető főútnak az ARBiH általi útlezárásán. A spontán összecsapások az egész régióban elterjedtek, és amíg az UNPROFOR segítségével október 21-én a felek tűzszünetet nem kötöttek, csaknem 50 áldozattal jártak. Október 23-án az ARBiH és a HVO között nagy csata zajlott. az észak-hercegovinai Prozor városában, mely a HVO győzelmét eredményezte. Október 29-én a Vrbas '92-es hadművelet során VRS elfoglalta Jajcát. A várost a HVO és az ARBiH is védte, de az együttműködés hiánya, valamint a VRS létszámban és tűzerőben megmutatkozó fölénye a város elestéhez vezetett. A jajcai horvát menekültek Hercegovinába és Horvátországba menekültek, míg Travnikban, Novi Travnikban, Vitezben, Busovačában és a Zenica melletti falvakban körülbelül 20 000 bosnyák menekült telepedett le. Az októberi összecsapások ellenére, ahol mindkét fél a másikat hibáztatta Jajca elestéért, nem voltak nagyszabású összecsapások, és továbbra is az általános katonai szövetség volt érvényben. Tuđman és Izetbegović 1992. november 1-jén találkozott Zágrábban, és megállapodott a HVO és az ARBiH közös parancsnokságának létrehozásában.

#### 1993 eleje

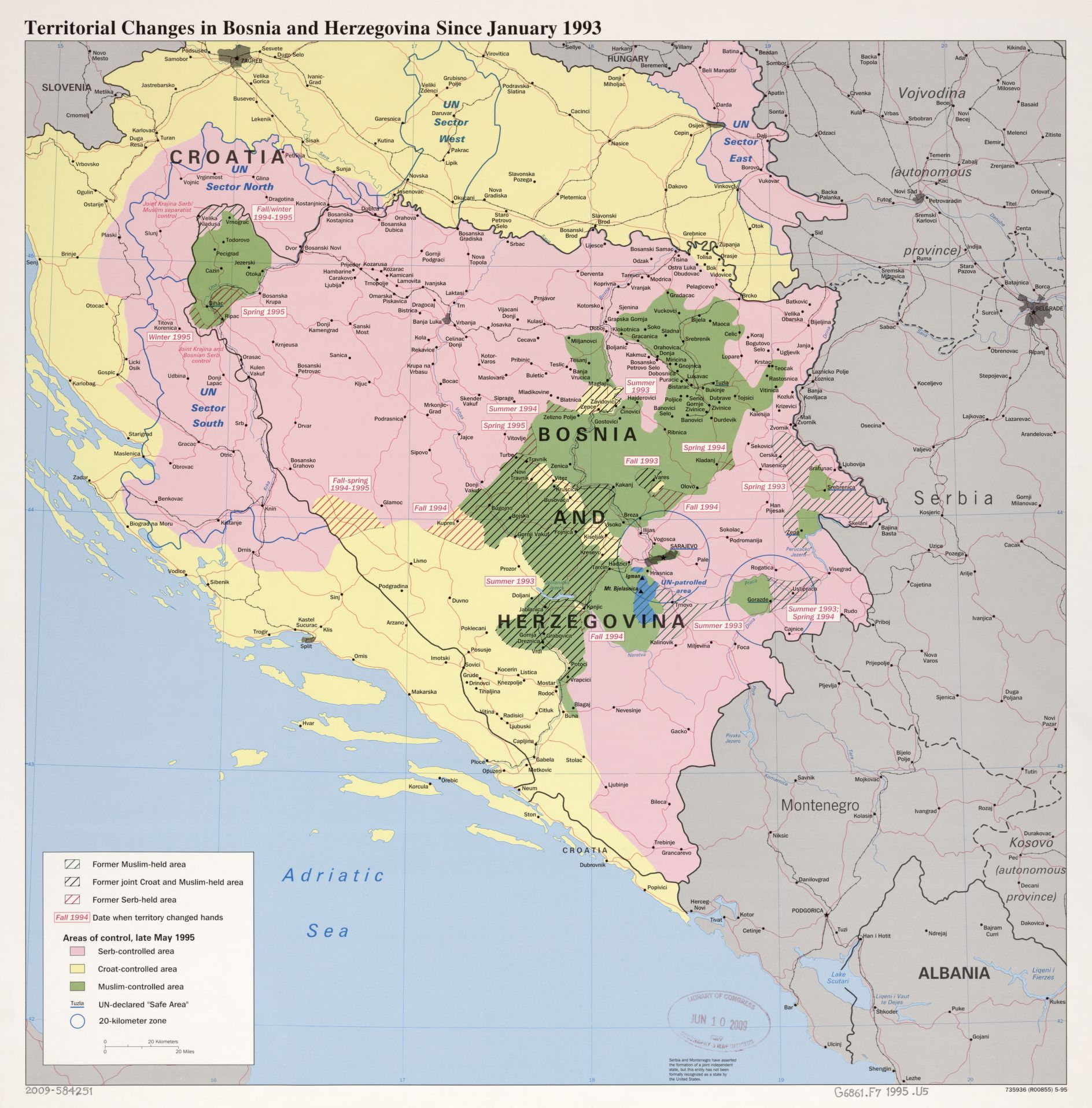
A háborúban elfoglalt területek 1993 januárjában

1993. január 7-én, az ortodox karácsony napján az ARBiH Naser Orić parancsnoksága alatt álló Srebrenica 8. hadműveleti egysége megtámadta a Bratunac közelében fekvő Kravica falut. A támadásban 46 szerb halt meg: 35 katona és 11 civil. Bratunacban 119 szerb civil és 424 szerb katona halt meg a háború alatt. A Boszniai Szerb Köztársaság azt állította, hogy az ARBiH erői szerb otthonokat gyújtottak fel, és civileket mészároltak le. Ezt azonban az ICTY-perek során nem tudták független tanúkkal ellenőrizni, és arra a következtetésre jutottak, hogy sok házat már korábban leromboltak, és mivel Srebrenica ostroma éhséget okozott, és arra kényszerítette a bosnyákokat, hogy megtámadják a közeli szerb falvakat, hogy a túléléshez élelmet és fegyvereket szerezzenek. 2006-ban a volt Jugoszláviával foglalkozó Nemzetközi Törvényszék (ICTY) bűnösnek találta Orićot abban, hogy nem akadályozta meg a szerbek meggyilkolását, de később fellebbezés során minden vádpont alól felmentették. 1993. január 8-án a szerb erők miután megállították az őt a repülőtérről szállító ENSZ-konvojt megölték a Bosznia-hercegovinai Köztársaság miniszterelnök-helyettesét, Hakija Turajlićot. 1993. január 16-án az ARBiH katonái megtámadták a Srebrenica közelében fekvő boszniai szerb Skelani falut. 69 ember meghalt, 185-en megsebesültek. Az áldozatok között 6 gyermek is volt.
Az ENSZ, az Egyesült Államok és az Európai Közösség számos béketervet terjesztettek elő, de ezek csekély hatással voltak a háborúra. Ezek közé tartozott a Vance-Owen béketerv, amelyet 1993 januárjában hoztak nyilvánosságra. A tervet az ENSZ különmegbízottja Cyrus Vance és az EK képviselője David Owen mutatták be, és Bosznia-Hercegovinát tíz autonóm tartománnyal rendelkező decentralizált államként képzelte el. 1993. február 22-én az Egyesült Nemzetek Szervezete Biztonsági Tanácsa elfogadta 808. sz. határozatát, amely úgy határozott, hogy „a nemzetközi humanitárius szabályok súlyos megsértéséért felelős személyekkel szembeni vádemelésre nemzetközi törvényszéket kell létrehozni”. A május 15–16-án megtartott népszavazáson azonban a Vance-Owen béketervet elutasították. A béketervet egyesek a közép-boszniai horvát–bosnyák konfliktus eszkalálódásához vezető egyik tényezőnek tekintették. 1993. május 25-én az Egyesült Nemzetek Biztonsági Tanácsának 827. számú határozata hivatalosan megalapította a Nemzetközi Törvényszéket. Az Egyesült Nemzetek Biztonsági Tanácsa 1993. március 31-én elfogadott 816. határozata felhívta a tagállamokat, hogy vezessenek be repülési tilalmat Bosznia-Hercegovina felett.{101}{101}  1993. április 12-én a NATO, hogy betartsa ezt a repülési tilalmat megkezdte a Deny Flight hadműveletet. Július végén Boszniában egymással harcoló felek képviselői új tárgyalási fordulót kezdtek. Augusztus 20-án az ENSZ közvetítői Thorvald Stoltenberg és David Owen megmutattak egy térképet, amely előkészítette volna Bosznia három etnikai alapú államra való felosztását. A boszniai szerbek Bosznia területének 52 százalékát, a muszlimok 30 százalékát, a boszniai-horvátok pedig 18 százalékot kapták volna meg. Alija Izetbegović augusztus 29-én elutasította a tervet.

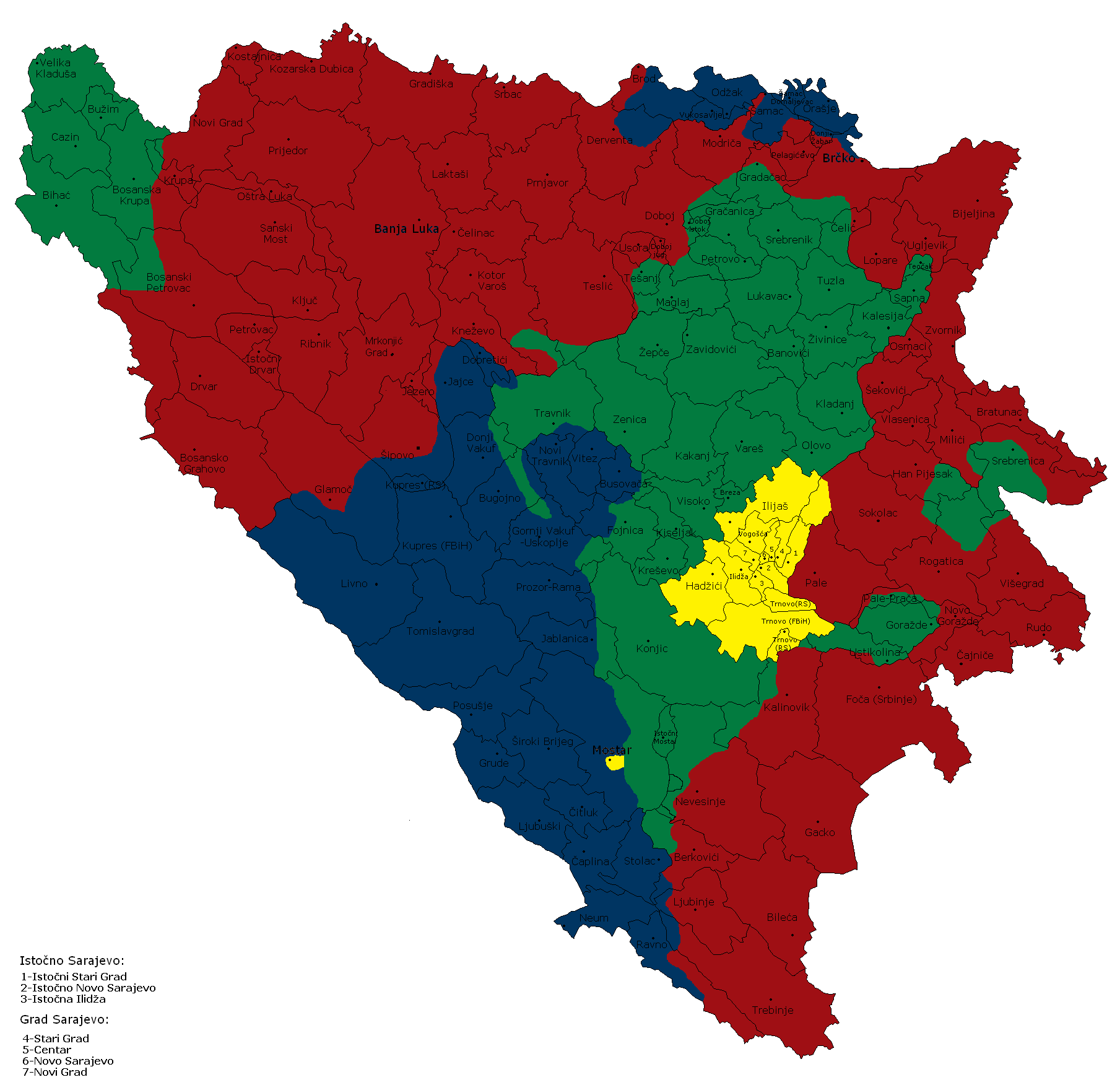
Az Owen–Stoltenberg-terv.

#### A horvát–bosnyák háború kitörése
1993 nagy részét a horvát–bosnyák háború uralta. 1993 januárjában a horvát erők bombázták a Lašva-völgyi Gornji Vakufot. Január 11-én kezdődtek a harcok, amikor a horvátok követelték a város átengedését, hogy összeköthessék nyugat-boszniai és közép-boszniai területeiket. Ellenkező esetben a város lerombolásával fenyegetőztek. A bosnyákok nem hajlottak a megállapodásra. Több napos harc után UNPROFOR közvetítésével ideiglenes tűzszünetet kötöttek. A háború Gornji Vakufból január második felében Busovača területére terjedt át. Busovača volt a Lašva-völgy kommunikációs vonalainak fő metszéspontja. Január 26-ig az ARBiH ellenőrzése alá vont több környékbeli falut, köztük Kaćunit és Bilalovacot a Busovača–Kiseljak úton, így elszigetelve Kiseljakot Busovačától. Kiseljak térségében az ARBiH védte a Kiseljak városától északkeletre fekvő falvakat, de a település nagy része és maga a város is az HVO ellenőrzése alatt maradt. Január 26-án a Busovačától északra fekvő Dusina faluban az ARBiH hat hadifoglyot és egy szerb civilt ölt meg. A busovačai harcok során számos bosnyák civilt is meggyilkoltak. Január 30-án az ARBiH és a HVO vezetői Vitezben találkoztak az UNPROFOR képviselőivel és más külföldi megfigyelőkkel, és aláírták a közép-boszniai tűzszünetet, amely másnap lépett életbe. A helyzet azonban továbbra is feszült volt, így Enver Hadžihasanović, az ARBiH 3. hadtestének parancsnoka és Tihomir Blaškić, a HVO közép-boszniai hadműveleti zónájának parancsnoka február 13-án találkozót tartott, ahol egy ARBiH-HVO közös bizottságot hoztak létre az incidensek megoldására. Számos kisebb incidens ellenére Közép-Boszniában a következő két hónapban és április első heteiben betartották a januári tűzszünetet. A konfliktus eszkalációját a horvátok a bosnyákok fokozott iszlám politikájának tulajdonították, míg a bosnyákok szeparatizmussal vádolták a horvát oldalt. A két hónapos vérengzések alatt a nehéztüzérség folyamatosan lőtte a várost. A támadásokban több száz bosnyák civil halt meg, az etnikai tisztogatás alatt 2000 bosnyák halt meg vagy tűnt el.

#### Közép-Bosznia

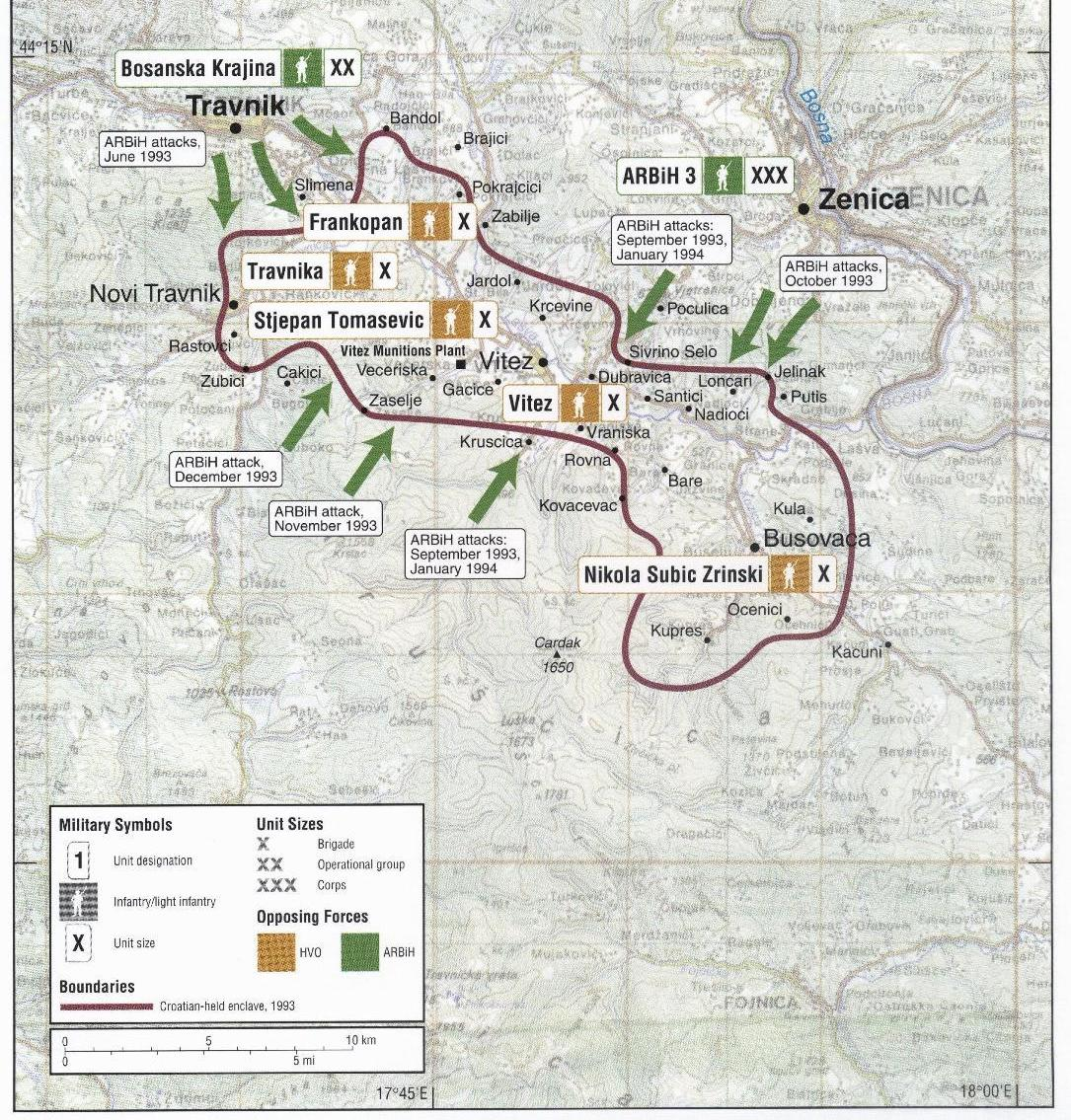
Az 1993-as Lasva-völgyi offenzíva térképe

Bosznia középső részén az április elejét kisebb incidensek sorozata, köztük támadások, gyilkosságok és fegyveres összecsapások jellemezték a bosnyák és a horvát civilek és katonák között. A legsúlyosabb incidensek a HVO négy tagjának Novi Travnikon kívüli és Živko Totićnak, a HVO parancsnokának Zenica közelében a mudzsahedek által történt elrablása volt. Az ARBiH képviselői tagadták, hogy közük lenne ezekhez az incidensekhez, és kivizsgálásukra közös ARBiH-HVO bizottságot hoztak létre. A HVO tagjait ezt követően májusban kicserélték azokra a hadifogolyokra, akiket a HVO letartóztatott. Az áprilisi incidensek április 15-én Vitez, Busovača, Kiseljak és Zenica környékén fegyveres konfliktussá fajultak. A Zenica település túlerőben lévő HVO-erői gyorsan vereséget szenvedtek, majd a horvát civilek nagyszámú elvándorlása következett. Busovača településen az ARBiH némileg teret nyert, és súlyos veszteségeket okozott a HVO-nak, de a HVO megtartotta Busovača városát és a Busovača és Vitez közötti kaoniki kereszteződést. Az ARBiHnak nem sikerült a HVO által birtokolt Kiseljak enklávét több kisebb részre vágnia, és Fojnica városát elszigetelni Kiseljaktól. Sok bosnyák civilt őrizetbe vettek vagy arra kényszerítettek, hogy elhagyja Kiseljakot. Vitez körzetében Blaškić korlátozott számú erőit arra használta, hogy romboló támadásokat hajtson végre az ARBiH ellen, ezzel megakadályozva, hogy az ARBiH elvágja a Travnik–Busovača utat, és elfoglalja a vitezi SPS robbanóanyag-gyárat. Április 16-án a HVO pusztító támadást intézett a Viteztől keletre fekvő Ahmići falu ellen. Miután a támadó egységek áttörték az ARBiH vonalait és behatoltak a faluba, a HVO-egységek rendezetlen csoportjai házról házra jártak, felégetve őket és civileket gyilkoltak meg. Amikor a horvát csapatok megérkeztek Ahmićibe, békén hagytak minden horvátot, majd lemészárolták a falu azon muzulmánjait, akik nem tudtak időben elmenekülni. Ahmićiben több mint 100 bosnyák civilt öltek meg. A mészárlást az ENSZ békefenntartó erői Bob Stewart ezredes parancsnoksága alatt álló Cheshire-ezrede 1. zászlóaljának csapatai fedezték fel. A boszniai kormány mind a 116 áldozatnak emlékművet állított. A környék más részein, így Vitez, Stari Vitez negyedében a HVO feltartotta az ARBiH erőket, és megakadályozta az ARBiH a várostól délre történő előrenyomulását. Áprilisban a mudzsahedek megtámadták a Travniktól északkeletre fekvő Miletići falut, és megöltek négy horvát civilt. A többi elfogott civilt a poljanicei táborba vitték. A konfliktus azonban nem terjedt át Travnikra és Novi Travnikra, bár a HVO és az ARBiH is erősítést hozott erről a területről. Április 25-én Izetbegović és Boban tűzszüneti megállapodást írt alá. Az ARBiH vezérkari főnöke, Sefer Halilović és a HVO vezérkari főnöke, Milivoj Petković heti rendszerességgel találkozott, hogy megoldja a folyamatban lévő kérdéseket és végrehajtsa a tűzszünetet. A fegyverszünetet azonban a helyszínen nem tartották tiszteletben, és a HVO és az ARBiH erők Busovača térségében még április 30-ig harcoltak.

#### Hercegovina
Az ARBiH támadásával egy Konjic melletti, HVO által birtokolt falu ellen, a horvát–bosnyák háború április 14-én átterjedt Bosznia középső részéből Észak-Hercegovinába. A HVO válaszul elfoglalt három, Jablanicától északkeletre fekvő falut. Április 16-án a Jablanicától északra fekvő Trusina faluban az ARBiH 15 horvát civilt és 7 hadifogolyt ölt meg. A konjici és a jablanicai csaták májusig tartottak, amikor az ARBiH teljesen átvette az irányítást a városok és a kisebb közeli falvak felett.
Április közepére Mostar megosztott várossá vált, ahol a többségében horvát nyugati részt a HVO, a többségében bosnyák keleti részt pedig az ARBiH ellenőrizte. Május 9-én elkezdődött a mostari csata, amikor a város keleti és nyugati része is tüzérségi tűz alá került, mely során május 9-én a horvát tüzérség lerombolta a mostari öreghidat is. Heves utcai csaták következtek, amelyek a Milivoj Petković és Sefer Halilović által május 13-án aláírt tűzszünet ellenére május 21-ig folytatódtak. A Čapljina melletti Dretelj és Heliodromban a HVO, Potociban és egy kelet-mostári iskolában pedig az ARBiH hozott létre fogolytáborokat. A harcok június 30-án kiújultak. Az ARBiH ellenőrizte Mostar északi bejáratát és a város keleti részét, de déli előrenyomulásukat a HVO visszaverte.

### Az 1993 júniusi és júliusi hadműveletek
Június első hetében az ARBiH megtámadta a HVO Travnik városában található főhadiszállását és a VRS elleni frontvonalon elhelyezett HVO egységeket. Háromnapos utcai harcok után a túlerőben lévő HVO erők vereséget szenvedtek, horvát civilek és katonák ezrei menekültek a közeli szerbek által birtokolt területre, mivel elzárták őket a HVO állásaitól. Az ARBiH offenzívája Travniktól keletre folytatódott, hogy biztosítsa a Zenica felé vezető utat, amit június 14-re sikerült elérni. Június 8-án Bikoši falu közelében 24 horvát civilt és hadifoglyot öltek meg a mudzsahedek. Hasonló forgatókönyv ment végbe Novi Travnikban is. Június 9-én az ARBiH megtámadta a várostól keletre, a VRS-szel szemben Donji Vakufban elhelyezett HVO egységeket, másnap pedig heves harcok következtek Novi Travnikban is. Június 15-ig az ARBiH ellenőrzése alá vonta a várostól északnyugatra fekvő területet, míg a HVO megtartotta a település északkeleti részét és Novi Travnik városát. A csata júliusban kisebb arcvonali változtatásokkal folytatódott.
A Kakanj városában lévő HVO-t június közepén rohanták le, és körülbelül 13–15 000 horvát civil menekült Kiseljakba és Varešba. A kiseljaki enklávéban a HVO támadta Kreševot, de július 3-án elveszítette Fojnicát. Június 24-én kezdődött a žepčei csata, amely június 30-án az ARBiH vereségével végződött. Július végén az ARBiH 15 000 horvátot elűzve elfoglalta Bugojnót. A város futballstadionjában fogolytábort létesítettek, ahová mintegy 800 horvátot zártak. Szeptember elején az ARBiH „Neretva '93” néven egy 200 km hosszú fronton hadműveletet indított a HVO ellen Hercegovinában és Közép-Boszniában. Ez volt 1993-ban az egyik legnagyobb offenzívájuk. Az ARBiH kiterjesztette területét Jablanicától nyugatra, és ellenőrzése alá vonta a Kelet Mostar felé vezető utat, míg a HVO megtartotta Prozor és Nyugat-Mostar területét. A szeptember 8-ról 9-re virradó éjszaka az ARBiH a grabovicai mészárlásban legalább 13 horvát civilt ölt meg. A szeptember 14-iki uzdolli vérengzésben 29 horvát civil és egy hadifogoly vesztette életét. Október 23-án a HVO a Stupni Do-i mészárlásban 37 bosnyákot ölt meg. A mészárlást a HVO az ARBiH-nek a vareši enklávé ellen november elején végrehajtott támadásának megtorlásaként tüntette fel. A horvát civilek és katonák november 3-án elhagyták Varešt, és Kiseljakra menekültek. Az ARBiH másnap behatolt Varešba, amelyet elfoglalása után kifosztottak.

#### Az ENSZ által védett területek kiterjesztése

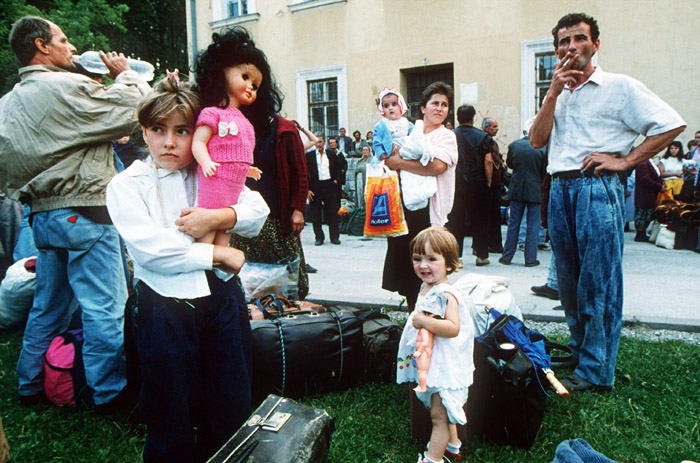
A harcok elől menekülők Travnikban 1993-ban

Az Egyesült Nemzetek Szervezete Biztonsági Tanácsának 824. számú, 1993. május 6-iki határozatával, a civilek védelme érdekében Szarajevó, Goražde, Srebrenica, Tuzla, Žepa és Bihács körül kialakított védett övezetekkel tovább bővítették az UNPROFOR szerepét. 1993. június 4-én az ENSZ Biztonsági Tanácsa 836. számú határozata engedélyezte az UNPROFOR erő alkalmazását a biztonságos zónák védelmében. 1993. június 15-én a Sharp Guard hadművelettel megkezdődött a NATO és a Nyugat-európai Unió Adriai-tengeri blokádja, mely egészen addig tartott, amíg 1996. június 18-án az ENSZ fegyverembargójának megszűnésekor fel nem oldották.
A HVO és az ARBiH egymás mellett folytatta a harcot a VRS ellen Bosznia-Hercegovina egyes területein, ideértve a Bihácsi zsebet, Boszniai Posavinát és Tešanj térségét. Némi ellenségeskedés ellenére egy körülbelül 1500 katonából álló HVO-dandár is harcolt az ARBiH-hal Szarajevóban. Más területeken, ahol a szövetség összeomlott, a VRS időnként együttműködött a HVO-val és az ARBiH-val is, helyi egyensúlyi politikát folytatva, és szövetkezve a gyengébb oldallal.

### 1994
A bosnyákok kényszerdeportálása a szerbek által birtokolt területekről és az ebből fakadó menekültválság tovább eszkalálódott. Havonta több ezer, vallási okból fenyegetett embert szállítottak ki busszal Boszniából. Ennek eredményeként Horvátországot 500 000 menekült árasztotta el, és 1994 közepén a horvát hatóságok már megtiltották a beutazást egy 462 főből álló menekültcsoportnak, akik Észak-Boszniából menekültek, és arra kényszerítették az UNPROFOR-t, hogy menedéket rögtönözzön nekik. 1994. március 30. és április 23. között a szerbek újabb nagy offenzívát indítottak a város ellen azzal a céllal, hogy elfoglalják Goraždét. 1994. április 9-én az ENSZ főtitkára a 836. számú biztonsági határozatra hivatkozva légicsapással fenyegette meg a goraždei enklávét támadó szerb erőket. A következő két napon a NATO gépei légicsapásokat hajtottak végre szerb tankok és előretolt egységek ellen. Ezek a támadások azonban nem tudták megállítani a túlerőben levő boszniai szerb hadsereget. A boszniai szerb hadsereg Goraždében 150 UNPROFOR katonát ejtett túszul. Tudva, hogy Goražde el fog esni, ha nem lesz külföldi beavatkozás, a NATO ultimátumot intézett a szerbekhez, mire a szerbek kénytelenek voltak engedni. Az ultimátum feltételei szerint a szerbeknek 1994. április 23-ig az összes milíciát ki kellett vonniuk a várostól 3 km-re, tüzérségüket és páncélozott járműveiket pedig 1994. április 26-ig a várostól 20 km-re.

#### A markalei mészárlás
Az 1994. február 5-én végrehajtott első markalei mészárlással Szarajevó az egész ostrom leghalálosabb támadását szenvedte el, amikor a zsúfolt piactér közepén egy 120 milliméteres aknavető lövedék landolt, megölve 68 és megsebesítve további 144 embert. Február 6-án Boutros Boutros-Ghali ENSZ-főtitkár hivatalosan felkérte a NATO-t annak megerősítésére, hogy a jövőbeni légicsapásokra vonatkozó kéréseket azonnal teljesítik. 1994. február 9-én a NATO felhatalmazta a Szövetségi Erők Dél-Európai (CINCSOUTH) parancsnokát, Jeremy Boorda amerikai admirálist, hogy a polgári célpontok elleni támadások miatt, az ENSZ kérésére légicsapásokat indítson az UNPROFOR által felelősnek ítélt, Szarajevóban vagy környékén telepített szerb tüzérségi és aknavetős állások ellen. A légicsapások alkalmazását csak Görögország nem támogatta, de nem vétózta meg a javaslatot. A NATO emellett ultimátumot intézett a boszniai szerbekhez, és azt követelte, hogy február 20-21-én éjfélig távolítsák el a nehézfegyvereket Szarajevó környékéről, különben légicsapásokkal kell szembenézniük. 1992 áprilisa óta 1994 február 12-én volt Szarajevó első támadásmentes napja. A boszniai szerb nehézfegyverek nagyarányú eltávolítása 1994. február 17-én megkezdődött.

#### A washingtoni egyezmény
A horvát−bosnyák háború a HVO vezérkari főnöke, Ante Roso tábornok és az ARBiH vezérkari főnöke, Rasim Delić tábornok közötti tűzszüneti megállapodás 1994. február 23-án Zágrábban történt aláírásával ért véget. A megállapodás február 25-én lépett hatályba. Az Egyesült Államok közvetítésével washingtoni megállapodás néven ismert békemegállapodást március 2-án kötötték meg a Bosznia-hercegovinai Köztársaság, Horvátország és Herceg-Bosznia képviselői. A megállapodást 1994. március 18-án írták alá Washingtonban. E megállapodás értelmében a HVO és az ARBiH birtokában lévő összes területet a Bosznia-Hercegovinai Föderáción belül autonóm kantonokra osztották fel. Tuđman és Izetbegović egy előzetes megállapodást is aláírt a Horvátország és a Bosznia-Hercegovina Föderáció közötti konföderációról. A horvát-bosnyák szövetség megújult, bár az őket megosztó kérdések nem oldódtak meg.
Az első katonai erőfeszítés, amelyet a washingtoni megállapodást követően a HVO és az ARBiH koordinált, a Kupres felé történő előrenyomulás volt, amelyet 1994. november 3-án foglaltak vissza a VRS-től. November 29-én a HV és a HVO Délnyugat-Boszniában elindította a Tél ’94 hadműveletet. Egy hónapnyi harc után a horvát erők mintegy 200 négyzetkilométernyi, a VRS által birtokolt területet foglaltak el, és közvetlenül veszélyeztették a Boszniai Szerb Köztársaság és Knin, a Krajina Szerb Köztársaság fővárosa közötti fő utánpótlási útvonalat. A Bihácsi-zsebre nehezedő nyomás enyhítésének elsődleges célját, bár az ARBiH visszaverte az enklávé elleni VRS-támadásokat, nem sikerült elérni.

#### Az UNPROFOR és a NATO beavatkozásai

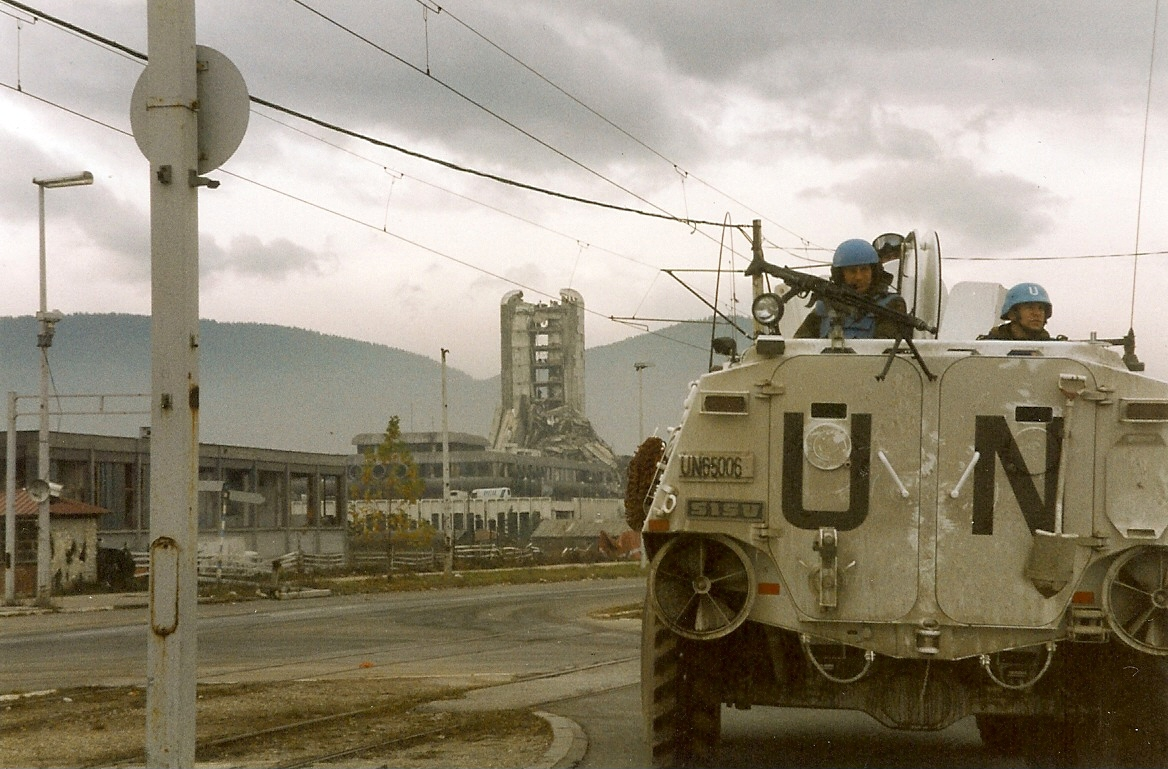
Az UNPROFOR járőre Szarajevóban a „Mesterlövészek útján”

Az ENSZ és a NATO közötti szorosabb együttműködés keretében 1994-től megszaporodtak a NATO-nak a háború eseményeibe való beavatkozásai. 1994. február 28-án Bosznia középső részén a NATO repülőgépei lelőttek négy szerb repülőgépet, mert megsértették az ENSZ repülési tilalmát. Az Egyesült Nemzetek Védelmi Erői (UNPROFOR) 1994. március 12-én nyújtották be első kérésüket a NATO légi támogatására, de a jóváhagyási folyamathoz kapcsolódó számos késedelem miatt a közeli légi támogatás végül nem került bevetésre. Március 20-án egy segélykonvoj orvosi felszerelésekkel és orvosokkal elérte Maglajt, a százezer lakosú várost, amely 1993 májusa óta ostrom alatt állt, és csak az amerikai repülőgépek által eldobott élelmiszerkészletek miatt maradt fenn, de egy második konvojt március 23-án már eltérítettek és kifosztottak.
1994. április 10–11-én az UNPROFOR légicsapásokat intézett Goražde biztonságos körzetének védelme érdekében, aminek eredményeként két amerikai F-16-os repülőgép bombázta a szerb katonai parancsnoki álláspontot Goražde közelében. Ez volt az első alkalom a NATO történetében, hogy légicsapásokat hajtott végre. A szerbek megtorlásul április 14-én túszul ejtettek 150 ENSZ-katonát. Április 15-én megszakadtak a boszniai kormányvonalak Goražde körül, és április 16-án a szerb erők Goražde felett lelőttek egy brit Sea Harriert.
1994. április 29-e körül az UNPROFOR Tuzlában állomásozó Északi zászlóaljához tartozó, Boszniában békefenntartó szolgálatot teljesítő dán kontingenst (Nordbat 2) lesből ért támadás, amikor Kalesija falunál megpróbáltak felmenteni egy svéd megfigyelőállomást (Tango 2), amely a boszniai szerb Šekovići dandár erős tüzérségi tüze alatt állt. A támadást az ENSZ-erők heves tűzzel viszonozták és a Bøllebank hadművelet keretében felszámolták a szerb lesállást. Az incidens volt az első alkalom, hogy a dán fegyveres erők harci műveleteket hajtottak végre a közel ötven évvel korábbi második világháború óta.
Május 12-én az Amerikai Egyesült Államok Szenátusa elfogadta a Bob Dole szenátor által beterjeszett S. 2042 számú indítványt, hogy az USA egyoldalúan oldja FEL a bosnyákokkal szembeni fegyverembargót, de Clinton elnök ezt elutasította. 1994. október 5-én az elnök aláírta a 103–337. számú dokumentumot, mely kimondta, hogy amennyiben a boszniai szerbek október 15-ig nem fogadják el a kapcsolattartó csoport javaslatát, az elnöknek be kell nyújtania javaslatát a fegyverembargó megszüntetésére az ENSZ Biztonsági Tanácsának, és ha azt november 15-ig nem fogadják el a 713. számú ENSZ-határozat értelmében csak az összes ENSZ-tag által biztosított pénzeszközök használhatók fel az embargó végrehajtására, ami gyakorlatilag megszüntetné az embargót. November 12–13-án az Egyesült Államok egyoldalúan feloldotta a boszniai kormány elleni fegyverembargót.
Augusztus 5-én, miután boszniai szerbek fegyvereket foglaltak le egy Szarajevó melletti fegyverbegyűjtő helyről az UNPROFOR kérésére a NATO repülőgépei megtámadtak egy célpontot a szarajevói tilalmi övezetben. 1994. szeptember 22-én a NATO repülőgépei az UNPROFOR kérésére légicsapást mértek egy boszniai szerb tankra. Az Amanda hadművelet egy UNPROFOR-misszió volt, amelyet dán békefenntartó csapatok vezettek azzal a céllal, hogy 1994. október 25-én visszaszerezzenek egy megfigyelőállomást a bosznia-hercegovinai Gradačac közelében.
1994. november 19-én az Észak-atlanti Tanács az ENSZ-erők védelme érdekében jóváhagyta a közeli légi támogatás kiterjesztését egész Horvátországra. A NATO-repülőgépek, válaszul a repülőtérről Bosznia-Hercegovina Bihács térségében lévő célpontok ellen indított támadásokra, november 21-én megtámadták a szerbek ellenőrzése alá tartozó horvátországi Udbina repülőterét. November 23-án, miután Otokától délre (Északnyugat-Bosznia-Hercegovina) egy föld-levegő rakétatelepről támadást indítottak két NATO-repülőgép ellen, légicsapásokat mértek az ezen a területen található a légvédelmi radarok ellen.

### 1995

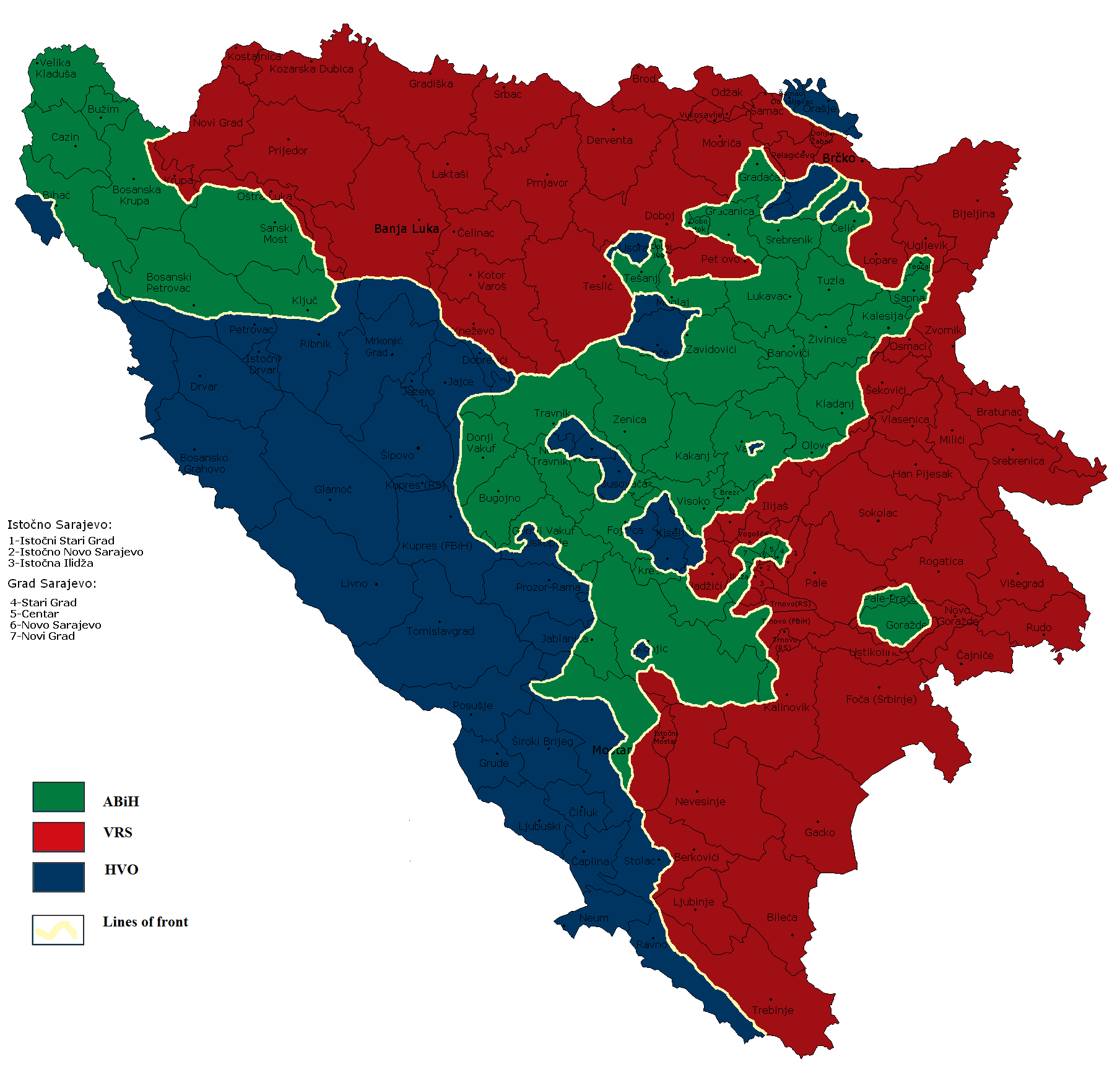
Bosznia-Hervegovina a békeszerződés előtt

1995. május 25-én a NATO bombázta a VRS palei állásait, mivel nem sikerült visszaszolgáltatni a nehézfegyvereket. A VRS ezután az összes védett területet, köztük Tuzlát is ágyúzta. Körülbelül 70 civil meghalt és 150-en megsebesültek. Áprilisban és júniusban a horvát erők Ugrás–1 és Ugrás–2 néven két hadműveletet hajtottak végre. Ezekkel az offenzívákkal foglalták el a Livnói-mező fennmaradó részét, és már fenyegették a VRS által birtokolt Bosansko Grahovo városát.
1995. július 11-én a Boszniai Szerb Köztársaság hadserege (VRS) Ratko Mladić tábornok vezetésével elfoglalta a kelet-boszniai Srebrenica ENSZ által védett területét, ahol a srebrenicai mészárlásban több mint 8000 bosnyák férfit öltek meg (a legtöbb nőt a bosnyákok által ellenőrzött területre űzték ki). Az Egyesült Nemzetek Védelmi Erői (UNPROFOR), amelyet a helyszínen egy 400 fős holland békefenntartó kontingens, a Dutchbat képviselt, nem tudta megakadályozni a város VRS általi elfoglalását és az azt követő mészárlást. A volt Jugoszláviával foglalkozó Nemzetközi Törvényszék (ICTY) ezt az eseményt a Krstić-perben népirtásnak minősítette. 1995. július 25-én a szerbek elindították a „Stupčanica 95” hadműveletet, hogy elfoglalják az ENSZ második védett övezetét, Žepát. Az UNPROFOR csak 79 ukrán békefenntartót küldött Žepába.
A Tuđman és Izetbegović között július 22-én aláírt felosztási megállapodás értelmében Nyugat-Boszniában a HV és a HVO Nyár ’95 fedőnevű közös katonai hadműveletére került sor. A HV-HVO csapatai Glamoč és Bosansko Grahovo elfoglalásával elvágták Knint a Boszniai Szerb Köztársaságtól. Augusztus 4-én a HV elindította a Vihar hadművelet-et, amely gyakorlatilag megsemmisítette a Krajinai Szerb Köztársaságot. Ezzel a bosnyák-horvát szövetség vette át kezdeményezést a háborúban, amely a szeptemberben és októberben több alkalommal végrehajtott hadműveletek során Nyugat-Bosznia nagy részét elfoglalta a VRS-től. 1995. szeptember 18-án a horvát erők indították el az „Una” hadműveletet, amikor a HV átkelt az Unán és behatolt Boszniába. 2006-ban a horvát hatóságok elkezdték kivizsgálni a hadművelet során elkövetett háborús bűnökkel kapcsolatos vádakat, különösen azt, hogy a 2. gárdadandár 1. zászlóaljának csapatai Bosanska Dubica térségében40 civilt gyilkoltak meg.
A Mistral 2 hadművelet során a HV-HVO több mint 2500 négyzetkilométer területet foglalt el, beleértve Jajca, Šipovo és Drvar városokat. Ezzel egy időben az ARBiH északabbra, a Sana hadműveletben támadta a VRS-t, és elfoglalt több várost, köztük Bosanska Krupát, Bosanski Petrovacot, Ključot és Sanski Mostot. Szeptember 23-24-én VRS-ellentámadás indult az ARBiH ellen Nyugat-Boszniában. Két héten belül a VRS már Ključ városának közelében volt. Az ARBiH horvát segítséget kért, és október 8-án a HV-HVO Ante Gotovina HV vezérőrnagy vezetésével megindította a Déli mozdulat hadműveletet. A VRS elvesztette Mrkonjić Grad városát, míg a HVO egységei Banja Lukától délre 25 kilométerre közelítették meg a várost.

Augusztus 28-án a szarajevói Markale piactéren egy VRS aknavetős támadás 43 embert ölt meg. Erre, az immár második markalei vérengzésre válaszul augusztus 30-án a NATO főtitkára bejelentette a Megfontolt erő hadművelet megkezdését, amely széles körű légi csapásokat mért a boszniai szerb állásokra, amelyet az UNPROFOR gyorsreagálású erők tüzérségi támadásai támogattak. 1995. szeptember 14-én felfüggesztették a NATO légicsapásait, hogy lehetővé tegyék a boszniai szerbekkel kötött megállapodás végrehajtását a nehézfegyverek kivonásáról Szarajevó környékéről.

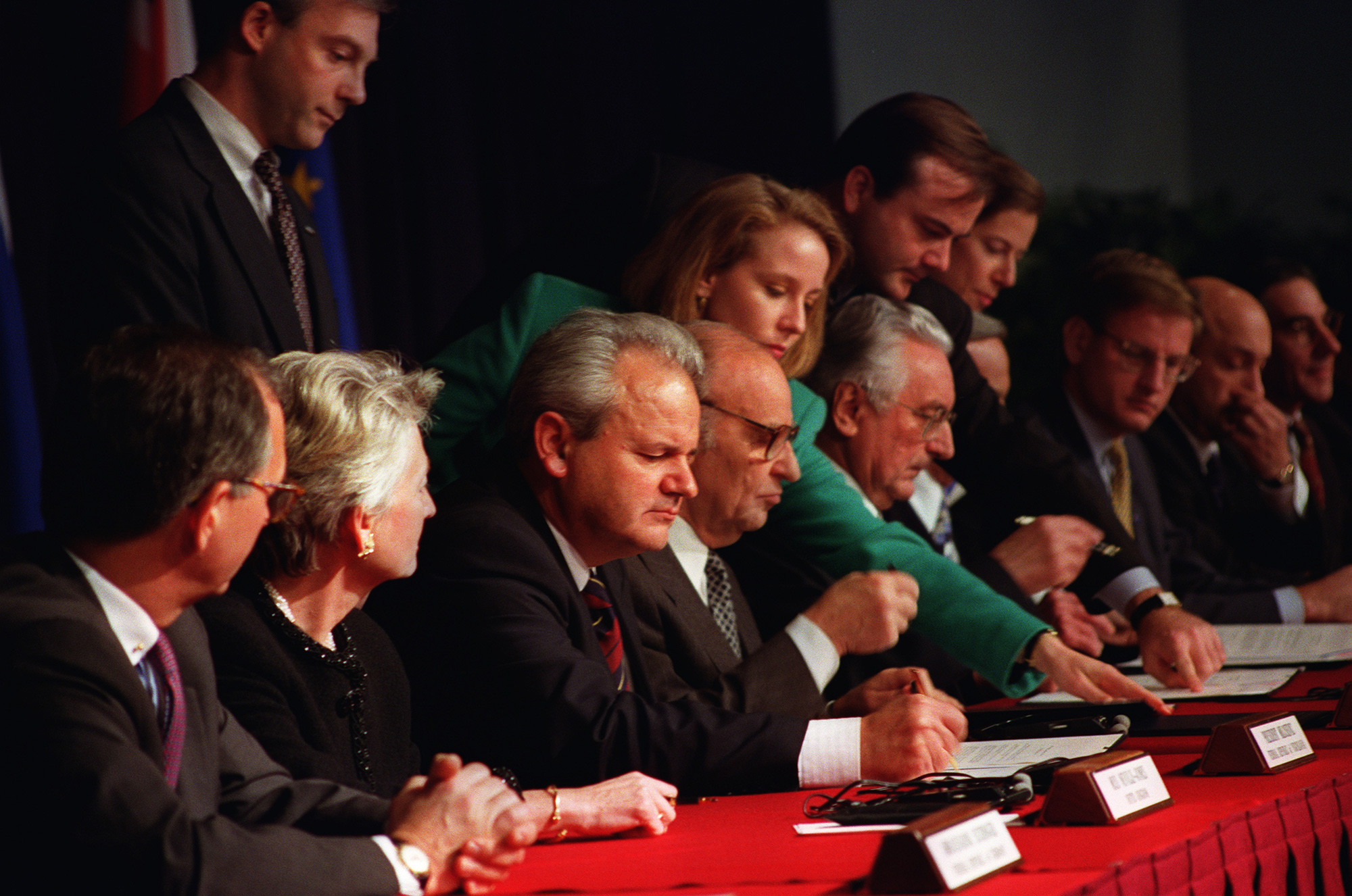
A daytoni békeszerződés aláírása

  Tizenkét nappal később, szeptember 26-án New Yorkban megállapodás született a békemegállapodás további alapelveiről Bosznia-Hercegovina, Horvátország és Jugoszlávia külügyminiszterei között.  A 60 napos tűzszünet október 12-én lépett életbe, november 1-jén pedig megkezdődtek a béketárgyalások az ohiói Daytonban. A háború az 1995. november 21-én aláírt daytoni békeszerződéssel ért véget; a békemegállapodás végleges változatát 1995. december 14-én írták alá Párizsban.
A daytoni békeszerződést követően a NATO vezette végrehajtó erőket (IFOR) telepítették Bosznia-Hercegovinába. Ezt a 80 000 fős egységet a béke kikényszerítésére vetették be, valamint más feladatokat is elláttak, mint például a humanitárius és politikai segítségnyújtás támogatása, az újjáépítés, a lakóhelyüket elhagyni kényszerült civilek otthonaikba való visszatérésének támogatása, fegyverek, aknák és fel nem robbant az érintett területek lövedékmentesítése.

## Az áldozatok

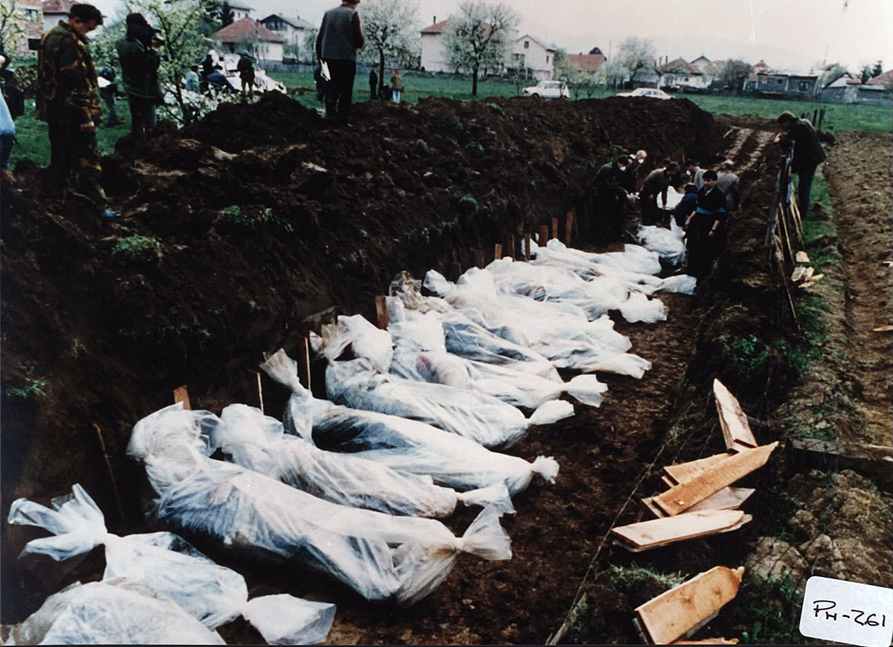
Az 1993 áprilisában Vitez környékén meggyilkolt áldozatok temetése

A konfliktus következtében elhunytak számának kiszámítása, olykor „az áldozati narratívákkal egybeolvasztva” jelentős, erősen átpolitizált vita tárgyát képezte a különböző politikai csoportok elitjei között. Eszerint a becsült áldozatok száma tág keretek között, 25 000 és 329 000 között mozog. Az eltérések részben abból adódnak, hogy nem határozták meg egyértelműen, kik tekinthetők a háború áldozatainak, mivel egyes kutatások csak a katonai tevékenység közvetlen áldozatait számolták ki, míg más kutatások az éhség, hideg, betegség vagy egyéb háborús körülmények miatt meghaltakat is ide számították. A korai túlzott számok annak is köszönhetőek, hogy mivel háborús körülmények között e listák szisztematikus koordinációjára kevés alkalommal került sor, sok áldozatot mind a polgári, mind a katonai listákra felvettek. A halálos áldozatok számát 1994-ben Cherif Bassiouni, az ENSZ háborús bűnöket vizsgáló szakértői bizottságának vezetője eredetileg 200 000 körülire becsülte.
Steven L. Burg és Paul S. Shoup, 1999-ben a boszniai háborúról írt művükben gyűjtötték össze a korai magas értékeket. A boszniai háborúról szóló médiában, még 1994-ben is gyakran a 200 000 (vagy több) halott, sebesült és eltűnt szerepelt. A Boszniai Közegészségügyi Intézet köztársasági Egészségügyi és Szociális Jóléti Bizottságának 1995. októberi közleményében levő számok szerint 146 340 fő halt meg és 174 914 volt a sebesült a boszniai hadsereg ellenőrzése alatt álló területen. Musztafa Imamovic szerint 144 248-an haltak meg (beleértve azokat is, akik éhség vagy a kiszolgáltatottság következtében haltak meg), főként muszlimok. A Nemzetközi Vöröskereszt és az UNHCR legjobb tudomásunk szerint nem szolgáltatott adatokat a háború során elhunyt és megsebesült személyek számáról. Egy 1995. novemberi, nem titkosított CIA-memorandum 156 500 civil halálos áldozatot becsült az országban (10 000 kivételével mindegyik muszlim vagy horvát fennhatóság alatt álló területeken), nem számítva azt a 8-10 000-et, akik akkor még eltűntnek számítottak Srebrenica és Žepa enklávéban. Ez a polgári áldozatokra vonatkozó szám jóval meghaladta az ugyanabban a jelentésben szereplő 81 500 katona megölt becslését (45 000 boszniai kormány, 6500 boszniai horvát és 30 000 boszniai szerb megoszlásban).

#### A szarajevói Kutatási és Dokumentációs Központ adatai

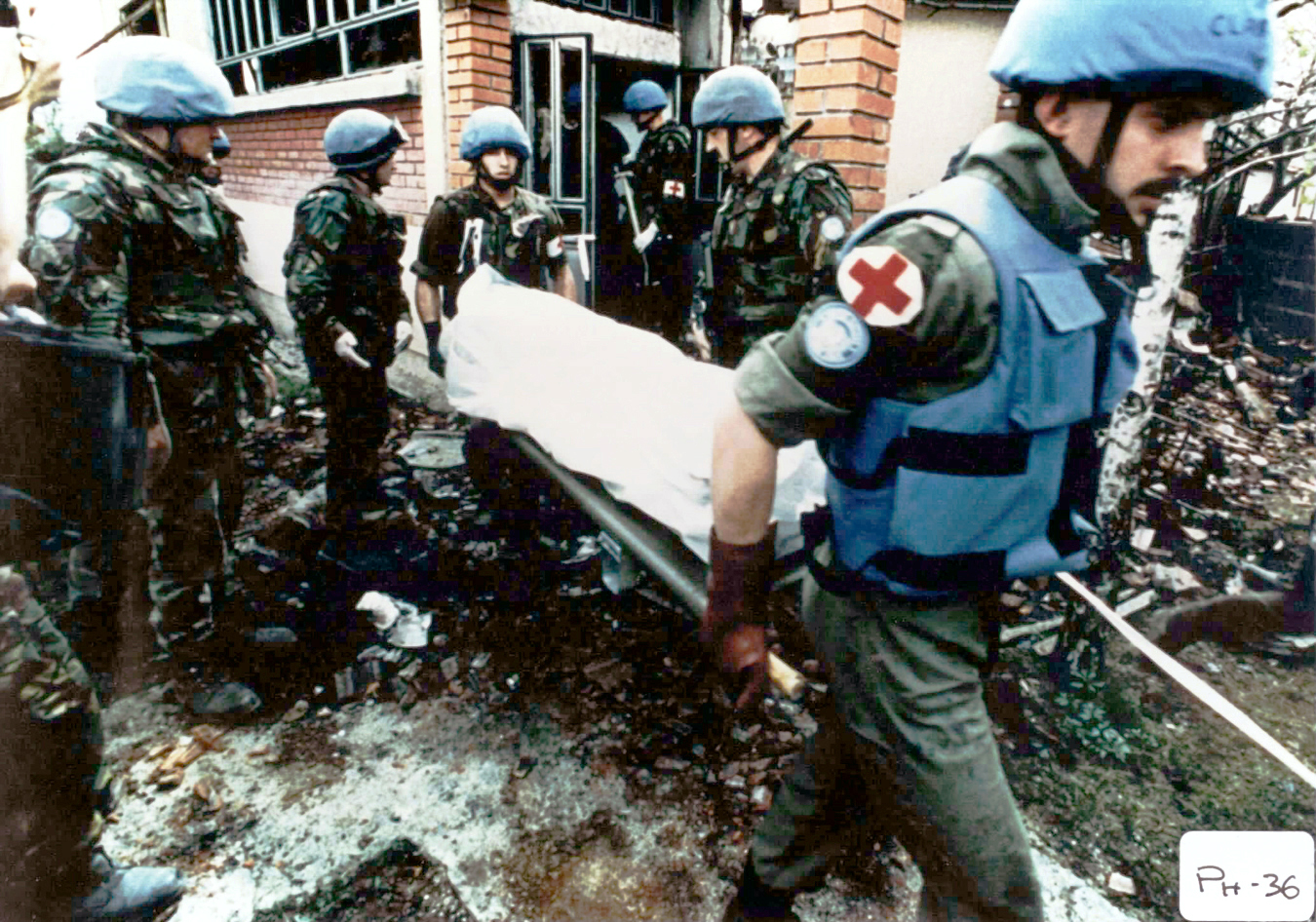
ENSZ békefenntartók holttesteket szállítanak az achimi mészárlás után 1993 áprilisában

2007 júniusában a szarajevói székhelyű Kutató és Dokumentációs Központ (RDC) kiterjedt kutatást tett közzé a boszniai háborús halálesetekkel kapcsolatban, amelyet „The Bosnian Book of the Dead” néven is neveztek, egy adatbázist, amely kezdetben legalább 97 207 bosznia-hercegovinai állampolgár nevét tárta fel, akikről megerősítették, hogy az 1992–1995-ös háború alatt meghaltak vagy eltűntek. Az ENSZ háborús bűnökkel foglalkozó törvényszék demográfiai osztályának vezetője, Ewa Tabeau „a legnagyobb létező boszniai háborús áldozatokról szóló adatbázisnak” nevezte, és ez a leghitelesebb beszámoló a boszniai háborúban bekövetkezett emberi veszteségekről. A nemzetközi szakértői csoport több mint 240 000 adatot gyűjtött össze, ellenőrizött, hasonlított össze és értékelt annak érdekében, hogy összeállítsák a 97 207 áldozat nevét tartalmazó 2007-es listát.
Az RDC 2007-es adatai szerint ezek megerősített adatok, és több ezer esetet még vizsgálnak. Valamennyi RDC-adat enyhe alulszámlálásnak tekinthető, mivel módszerük attól függ, hogy egy családtag túlélte-e az eltűnt hozzátartozót, bár az alulszámlálás nem tekinthető statisztikailag szignifikánsnak. A 2007-ben megerősített bosnyák polgári áldozatok legalább 30 százaléka nő és gyermek volt. Az RDC 2012 júniusáig rendszeresen frissítette adatait, amikor közzétette zárójelentését. A 2012-es adatok összesen 101 040 halottról vagy eltűntről szóltak, akiknek 61,4 százaléka bosnyák, 24,7 százaléka szerb, 8,3 százaléka horvát, kevesebb mint 1 százalékuk egyéb etnikumhoz tartozó, további 5 százalékuk pedig nem közölt etnikai hovatartozást.
A polgári halálozások száma 38 239 volt, ami az összes halálozás 37,9 százalékát tette ki. A polgári halálesetek 81,3 százalékáért a bosnyákok, 10,9 százalékáért a szerbek és a 6,5 százalékáért a horvátok voltak a felelősek. A polgári áldozatok aránya ráadásul abszolút alábecsült, mert 5100 áldozat státuszát nem állapították meg, valamint azért, mert a hozzátartozók a veteránok anyagi ellátása érdekében vagy „becsületbeli” okokból katonai áldozatként regisztrálták elhunyt szeretteiket. Mind az RDC, mind az ICTY demográfiai csapata statisztikai technikákat alkalmazott annak megállapítására, hogy egy adott áldozat esetleg több elsődleges listán is szerepelt, és a párhuzamosság megállapítása érdekében az eredeti dokumentumokat kézzel ellenőrizték. Az adatbázison belül minden egyes nyilvántartáshoz körülbelül 30 információkategória létezett, beleértve az alapvető személyes adatokat, a halálozás helyét és dátumát, valamint a katonák esetében azt a katonai egységet, amelyhez az egyén tartozott. Ez lehetővé tette az adatbázis számára, hogy az etnikai hovatartozás és a „háborús státusz” (polgári vagy katona) mellett a haláleseteket is bemutassa nem, katonai egység, év és halálozási régió szerint. A leghiányosabb az a kategória volt, amely azt kívánta leírni, hogy melyik katonai alakulat okozta az egyes áldozatok halálát, és összességében használhatatlannak ítélték.

#### Az ICTY adatai

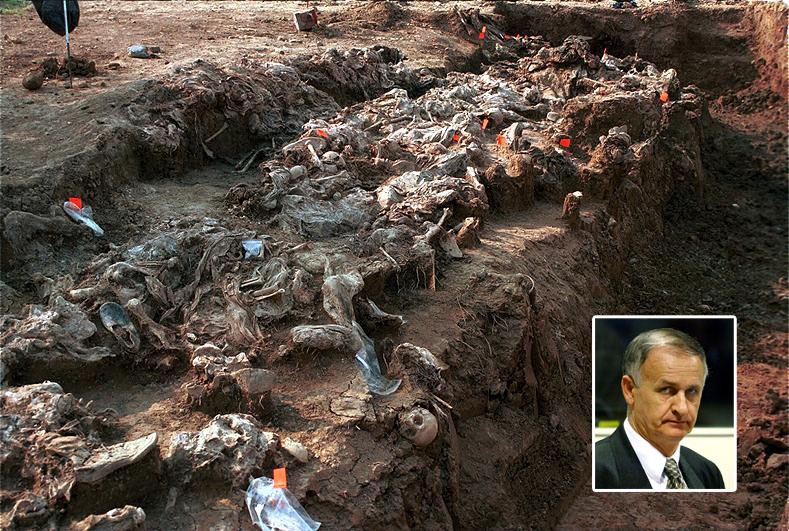
A srebrenicai mészárlás áldozatainak exhumálása. 2004. április 19-én a fellebbviteli tanács a népirtás miatt hozott elsőfokú ítéletet helybenhagyta. A fellebbviteli tanács megállapította, hogy Radislav Krstić, a Boszniai Szerb Hadsereg Drina Hadtestének korábbi parancsnoka a népirtás felbujtója és elősegítője volt Srebrenicában.

Az Ewa Tabeau által vezetett Hágai Törvényszék Ügyészi Hivatala számára 2010-ben végzett kutatás rámutatott a korábbi adatok hibáira, és az áldozatok minimális számát 89 186-ra tették, a valószínűsíthető szám pedig 104 732 körüli lehetett. Tabeau megjegyezte, hogy a számokat nem szabad összetéveszteni azzal, hogy „ki ölt meg kit”, mert például sok szerbet ölt meg a szerb hadsereg Szarajevó, Tuzla és más soknemzetiségű városok ágyúzása során. A jelentés szerzői azt mondták, hogy a tényleges halálos áldozatok száma valamivel magasabb lehet. Ezek a számok nem kizárólag a harcok közben elesetteken alapultak, hanem a harci körülmények között bekövetkezett véletlen haláleseteket és a tömeges erőszakos cselekményeket is tartalmazták. Kifejezetten kizárták az „erőszakmentes halandóság növekedését” és a „bűnözői és szervezetlen erőszak növekedését”. Hasonlóképpen, a „katonai halálesetek” magukban foglalták a harci és nem harci haláleseteket is.

#### Egyéb források
Kifejezetten a horvát-bosnyák konfliktus áldozataival etnikai hovatartozás szerinti statisztika nincs. Az RDC régiókban bekövetkezett emberveszteségre vonatkozó adatai szerint azonban Közép-Boszniában a 10 448 dokumentált haláleset 62 százaléka bosnyák volt, míg a horvátok 24 százalékot a szerbek pedig 13 százalékot tettek ki. Gornji Vakuf és Bugojno települések földrajzilag Közép-Boszniában találhatók (mely Gornje Povrbasje régióként is ismert), de a régió 1337 dokumentált halálesete a Vrbas régió statisztikájában szerepel. A Gornje Povrbasje áldozatainak megközelítőleg 70-80 százaléka bosnyák volt. A Neretva-folyó régiójában a 6717 áldozat 54 százaléka bosnyák, 24 százaléka szerb és 21 százaléka horvát volt. Az ezekben a régiókban az áldozatok főként, de nem kizárólagosan a horvát-bosnyák konfliktus következményei voltak.
Az ENSZ szerint az UNPROFOR személyi állományából 167-en haltak meg a haderő mandátuma alatt, 1992 februárja és 1995 márciusa között. Az elhunytak közül hárman katonai megfigyelők, 159 egyéb katonai személyzet, egy a misszió civil tagja volt, egy civil rendőr, kettő nemzetközi polgári, kettő pedig helyi alkalmazott volt.
Haris Silajdžić 2008 szeptemberében az Egyesült Nemzetek Közgyűlésének adott nyilatkozatában kijelentette, hogy „Az ICRC adatai szerint 200 000 embert öltek meg, közülük 12 000 gyermeket, 50 000nőt erőszakoltak meg, és 2,2 millióan kényszerültek elhagyni otthonukat. Ez valóságos népirtás és szociocid volt.” Silajdžićot és másokat azonban kritizálták amiatt, hogy a halálos áldozatok számának növelésével több nemzetközi támogatást akartak elérni. Az ICRC egyik 2010-ben megjelent könyve az 1990-es években a balkáni háborúk során elhunytak teljes számát „körülbelül 140 000 emberben” adja meg.
A boszniai háború alatt eltűntnek nyilvánított 34 700 ember közül sokan továbbra is ismeretlenek. 2012-ben az Amnesty arról számolt be, hogy becslések szerint 10 500 ember sorsa, akik többsége boszniai muszlim volt, továbbra is ismeretlen. Az áldozatok holttesteit még két évtizeddel később is egyre tárják fel. 2014 júliusában a Prijedor város melletti Tomašica tömegsírból előkerült 284 áldozat maradványait tömeges szertartás keretében helyezték örök nyugalomra az északnyugati Kozarac városában, amelyen rokonok is részt vettek. Az UNCHR kijelentette, hogy a bosznia-hercegovinai konfliktus miatt több mint 2,2 millió ember kényszerült elhagyni otthonát, így ez a legnagyobb kitelepítés Európában a második világháború vége óta.

## Nemzetközi bíráskodás
Több szervezet is megpróbált beavatkozni a békés rendezés érdekében. Az ENSZ 1993. május 25-én a 827. számú határozatával létrehozta a volt Jugoszlávia területén elkövetett háborús bűntetteket vizsgáló Nemzetközi Törvényszéket (ICTY).
A büntetendő cselekedetek körét négy nagy csoportba sorolja az alapító okmány a genfi a hágai jogra, a genocídiumegyezményre, valamint a nürnbergi gyakorlatra tekintettel:
- szándékos emberölés, kínzás vagy embertelen bánásmód; szenvedés, illetve súlyos testi-lelki sérelem szándékos okozása és további dolog elleni- és kényszerítéses cselekmények;
- a háború jogának és szokásainak megsértése;
- népirtás, illetőleg az arra irányuló szövetkezés, az arra való felbujtás, annak kísérlete, vagy az abban való bűnrészesség;
- emberiesség elleni bűncselekmények elkövetése.

Az ENSZ által összeállított, M. Cherif Bassiouni elnökletével készült jelentés szerint miközben a konfliktus során valamennyi fél követett el háborús bűnöket, ezek kilencven százalékáért a szerb, hat százalékért a horvát, négy százalékért pedig a bosnyák erők a felelősek. A jelentés megismételte a Központi Hírszerző Ügynökség 1995-ös becslése által közzétett következtetéseket. 2019 októberében a boszniai államügyészség által az év során feltárt háborús bűnök egyharmada alacsonyabb szintű bíróságokhoz került, ami az ügyészek bírálatát váltotta ki.

### Etnikai tisztogatások

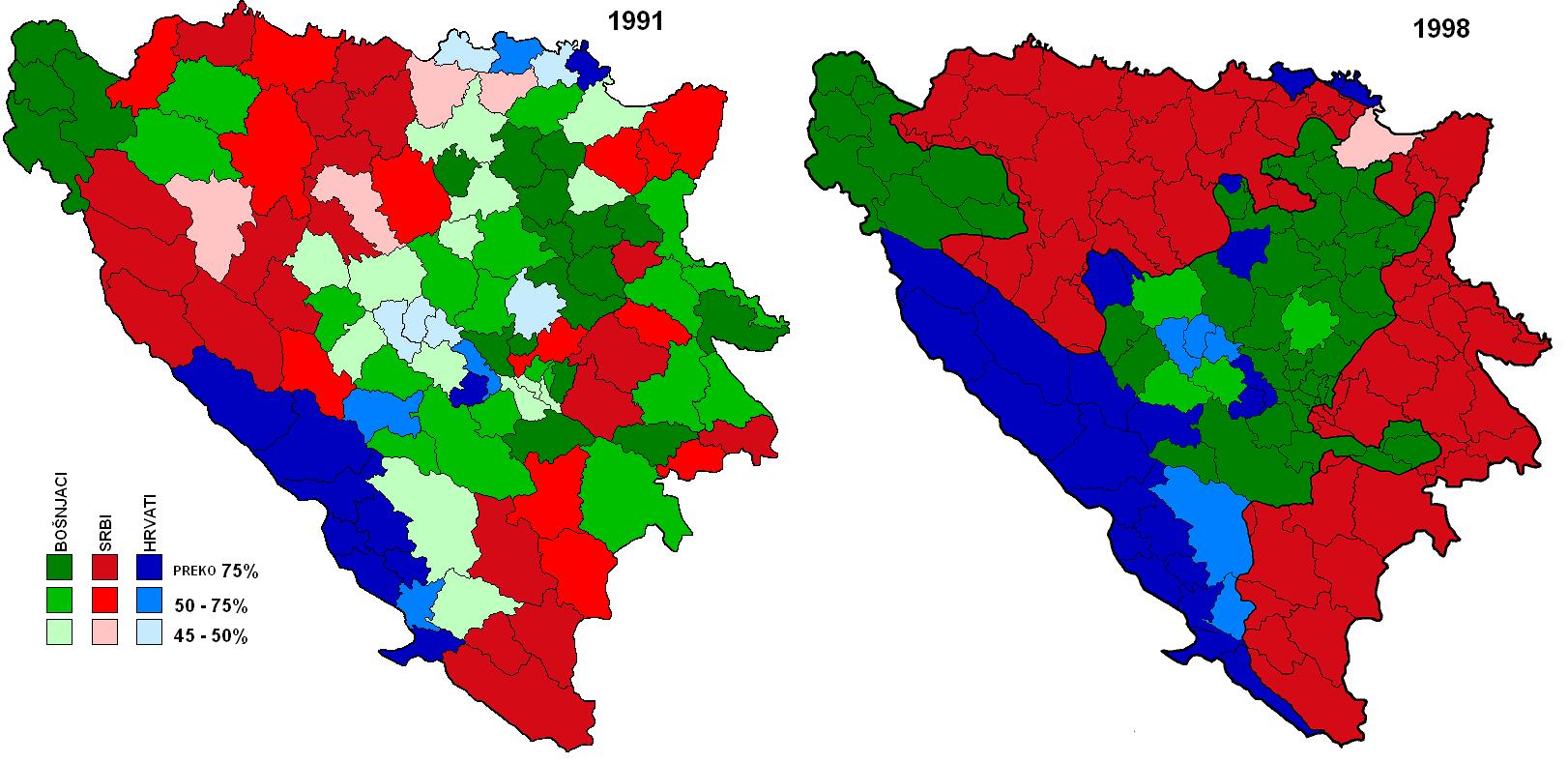
Bosznia-Hercegovina 1991-es és 1998-as etnikai térképe

Az etnikai tisztogatás gyakori jelenség volt a háborúban. A boszniai muszlimok (bosnyákok) és boszniai horvátok nagy számban kényszerültek otthonuk elhagyására, vagy a Boszniai Szerb Köztársaság hadserege és a szerb félkatonai csoportok űzték el őket. Ez a nemkívánatos etnikai csoport megfélemlítésével, erőszakos kiutasításával vagy meggyilkolásával, valamint istentiszteleti helyeinek, temetőinek, valamint az etnikai csoport kulturális és történelmi épületeinek lerombolásával járt. Emiatt tízezreket öltek meg, 1 és 1,3 millió közötti embert deportáltak vagy telepítettek ki erőszakkal, valamint 12 000 és 20 000 közötti számban erőszakoltak meg nőket. Matjaž Klemenčič és Mitja Žagar akadémikusok a következőkkel érvelnek: „A nacionalista etnikai politikusok azon elképzelései, hogy Bosznia-Hercegovinát homogén nemzeti területekké szervezzék át, elkerülhetetlenül megkívánta az etnikailag vegyes területek felosztását szerb, horvát és muszlim részekre”. Az ICTY számos ítélete és vádirata szerint a szerb és a horvát erők etnikai tisztogatást hajtottak végre területeiken, hogy etnikailag tiszta államokat hozzanak létre (Boszniai Szerb Köztársaság és Herceg-Boszniai Horvát Köztársaság). A szerb erők a háború vége felé hajtották végre a srebrenicai népirtást. A Központi Hírszerző Ügynökség egy 1995-ös jelentésében azt állította, hogy a boszniai szerb erők felelősek a konfliktus során elkövetett etnikai tisztogatások 90 százalékáért.
A Kordić és Čerkez ügyben számos HVO-támadás bizonyítékai alapján az ICTY Törvényszéke arra a következtetésre jutott, hogy 1993 áprilisára a horvát vezetés közös tervet dolgozott ki és hajtott végre a közép-boszniai Lašva-völgy bosnyákoktól való etnikai megtisztítására. Dario Kordićot, mint helyi politikai vezetőt e terv tervezőjének és kezdeményezőjének találták.
Bár viszonylag ritkán, de előfordultak olyan esetek is, amikor a bosnyák erők más etnikai csoportokat kényszerítettek menekülésre a háború alatt. Valamint a bosnyákok és horvátok egyedi esetei, amikor atrocitásokat követtek el a szerbek etnikai csoportja ellen.

### Népirtás

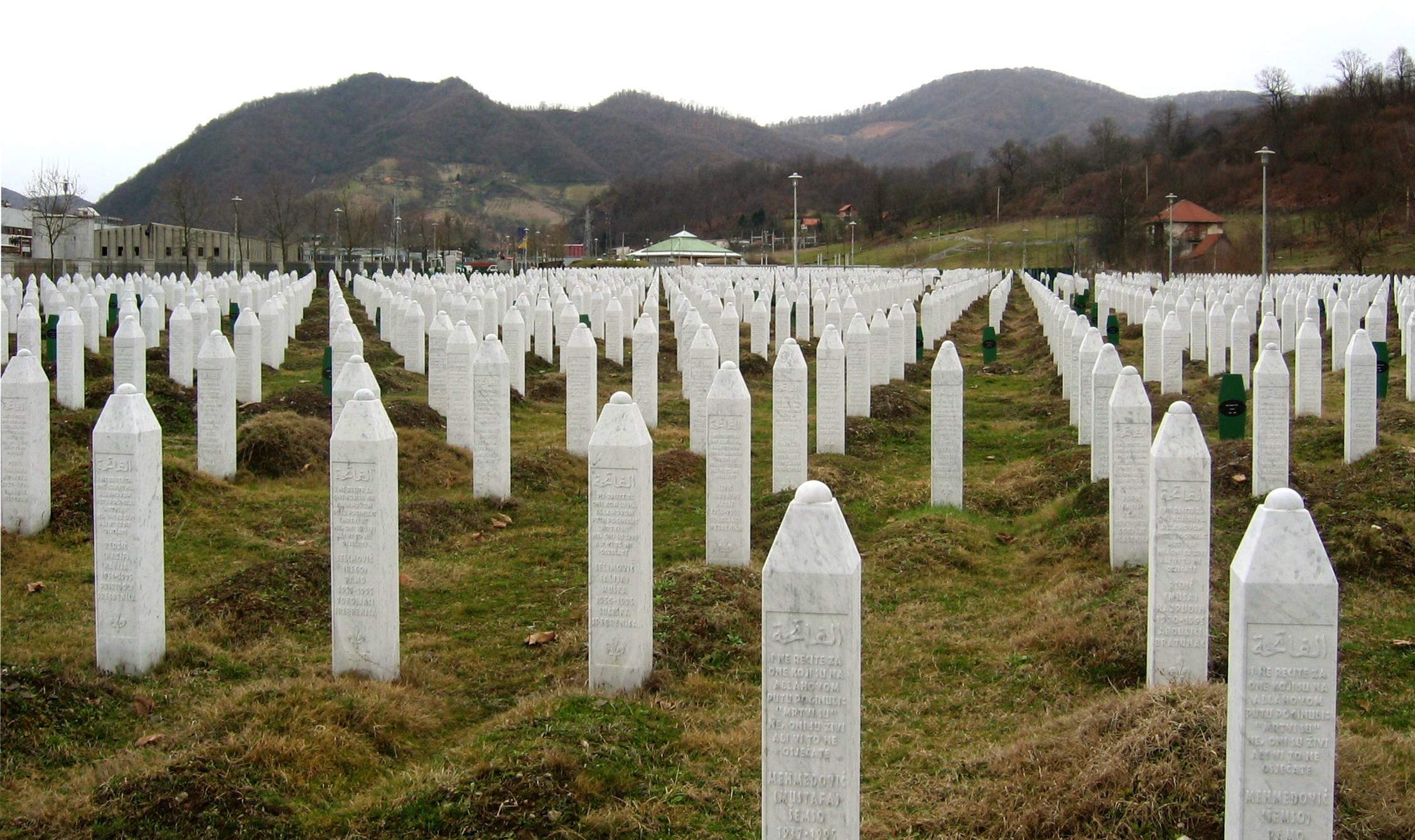
A Srebrenica-Potočari temető sírkövei

Miután Bosznia-Hercegovina 1993-ban pert indított Szerbia és Montenegró ellen népirtás vádjával, tárgyalásra került sor a Nemzetközi Bíróság előtt. Az ICJ 2007. február 26-iki ítélete, bár felmentette Szerbiát a közvetlen felelősség alól a Boszniai Szerb Köztársaság erői által elkövetett népirtásért, a háború természetét közvetve nemzetköziként határozta meg. Az ICJ arra a következtetésre jutott, hogy Szerbia nem tudta megakadályozni a szerb erők által elkövetett népirtást, és nem büntette meg a felelősöket, illetve nem vonja felelősségre őket. Egy 1994. február 8-án a Fehér Házba küldött távirat, amelyet Peter W. Galbraith horvátországi amerikai nagykövet írt, úgy fogalmazott, hogy népirtás történik. A távirat a népirtás bizonyítékaként a Karadzic szerb hadserege által Szarajevó „állandó és válogatás nélküli ágyúzását és lövését”; az észak-boszniai kisebbségi népcsoportok zaklatását és távozásra kényszerítését; valamint a fogvatartottaknak „a frontvonalon veszélyes munka végzésére” való felhasználását hozta fel. 2005-ben az Egyesült Államok Kongresszusa határozatot fogadott el, amelyben kijelentette, hogy „a szerbiai agresszió és etnikai tisztogatás politikája kimeríti a népirtást meghatározó feltételeket”.
A különböző szerb erők által egyidejűleg Bosznia-Hercegovina különböző részein, különösen Bijeljinában, Szarajevóban, Prijedorban, Zvornikban, Banja Lukában, Višegradban és Fočában elkövetett háborús bűncselekmények bizonyítékai ellenére a bírák úgy ítélték meg, hogy a népirtás kritériumai, a boszniai muszlimok elpusztítására irányuló konkrét szándék (dolus specialis) csak Srebrenicában vagy Kelet-Boszniában teljesült 1995-ben. A bíróság arra a következtetésre jutott, hogy az 1992–1995-ös háború alatt elkövetett bűncselekmények a nemzetközi jog szerint emberiesség elleni bűncselekménynek minősülhetnek, de ezek a cselekmények önmagukban nem minősülnek népirtásnak. A Bíróság ezenkívül úgy határozott, hogy Montenegró 2006. májusi függetlenségének kikiáltását követően Szerbia volt az egyetlen alperes fél az ügyben, de „a múltbeli eseményekért az adott időpontban Szerbia és Montenegró föderatív állama volt felelős”.

### Nemi erőszak

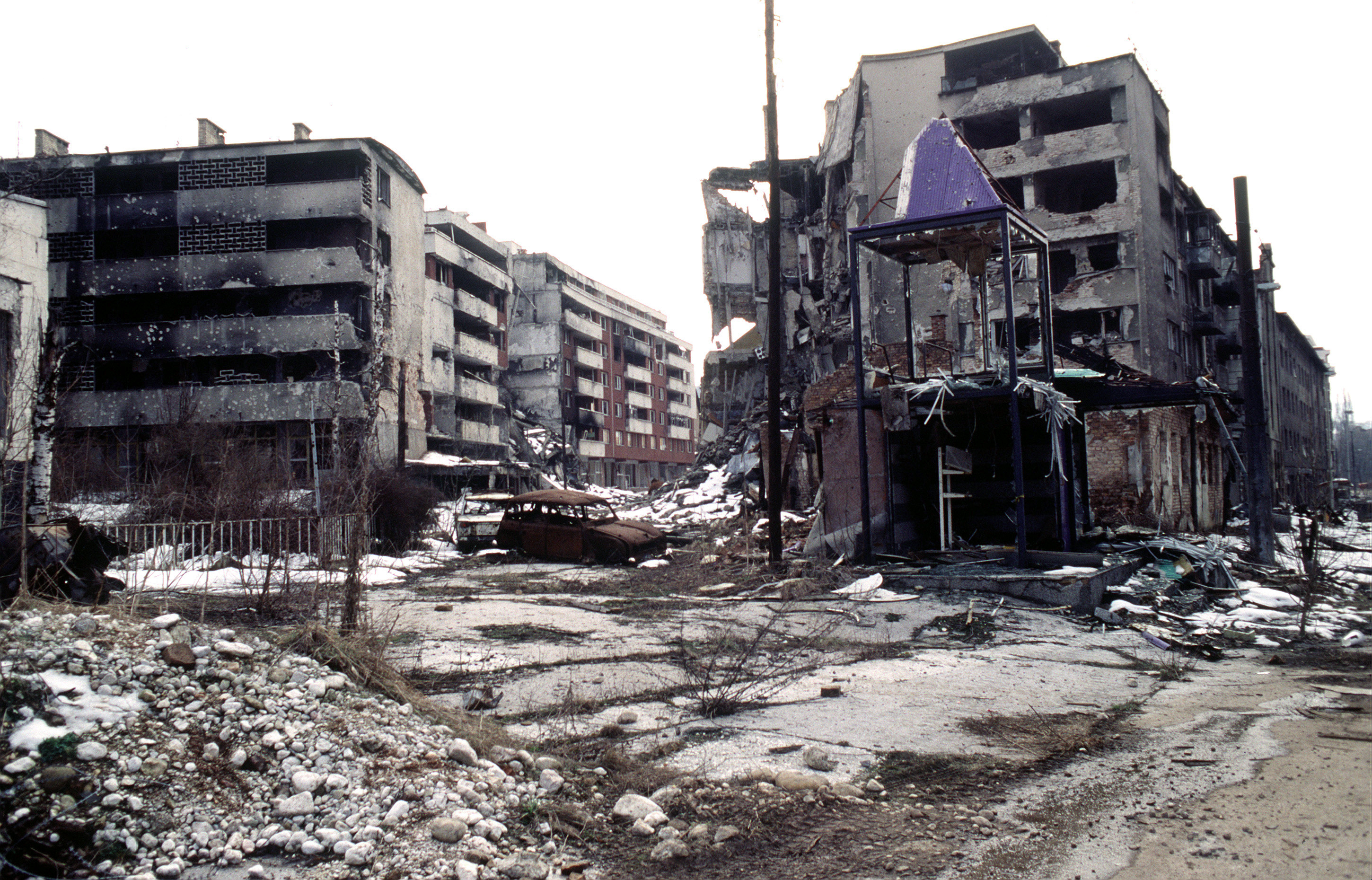
Szarajevó Grbavica negyedének lerombolt házai a város ostroma idején

Becslések szerint a háború folyamán 12 000–50 000 nőt erőszakoltak meg, többségük boszniai muszlim, és az esetek többségét szerb erők követték el. Ezt „tömeges nemi erőszaknak” nevezték, különös tekintettel a nemi erőszaknak a VRS és a boszniai szerb rendőrség tagjai által összehangolt, háborús fegyverként történő felhasználására. Az igazságszolgáltatás történetében először a volt Jugoszláviával foglalkozó Nemzetközi Törvényszék (ICTY) nyilvánította ki, hogy a háború idején alkalmazott „szisztematikus nemi erőszak” és a „szexuális rabszolgaság” emberiesség elleni bűncselekmény, a második helyen áll a népirtás háborús bűne után. A nemi erőszak Kelet-Boszniában (például a fočai és a visegrádi hadjáratok során), valamint Grbavicában Szarajevó ostroma idején volt a legszisztematikusabb. A nőket és a lányokat különböző fogvatartási központokban tartották, ahol elviselhetetlen higiénikus körülmények között kellett élniük, és sokféleképpen bántalmazták őket, beleértve az ismételt megerőszakolást is. Hírhedt példa a fočai „Karaman-ház”. A túlélő nők és lányok gyakori szövődményei közé tartoznak a pszichés, nőgyógyászati és egyéb testi rendellenességek, valamint a nem kívánt terhesség és a szexuális úton terjedő betegségek.

### A felelősségre vonások
A volt Jugoszláviával foglalkozó nemzetközi büntetőtörvényszéket (ICTY) 1993-ban hozták létre az ENSZ testületeként a volt Jugoszláviában zajló háborúk során elkövetett háborús bűnökkel kapcsolatos vádemelésére, és az elkövetők bíróság elé állítására. A törvényszék egy ad hoc bíróság, amelynek székhelye Hágában, Hollandiában található.
Jogi szakértők szerint 2008 elejéig, az 1990-es évek balkáni háborúival összefüggésben, az ICTY háborús bűnök miatt 45 szerbet, 12 horvátot és 4 bosnyákot ítélt el. Mind a szerbeket, mind a horvátokat szisztematikus háborús bűnökkel vádolták meg és ítélték el (bűnszövetség), míg a bosnyákokat egyéni bűnökkel vádolták és ítélték el. A háborús boszniai szerb vezetés nagy részét – Biljana Plavšićot, Momčilo Krajišnikot, Radoslav Brđanint és Duško Tadićot – háborús bűnökben és etnikai tisztogatásban találták bűnösnek és ítélték el.

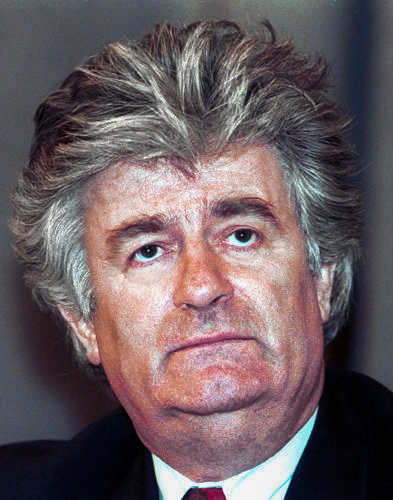
Radovan Karadžić

A Boszniai Szerb Köztársaság korábbi elnökét Radovan Karadžićot is bíróság elé állították, és életfogytiglani börtönbüntetésre ítélték bűncselekményekért, beleértve az emberiesség elleni bűncselekményeket és a népirtást is. Ratko Mladićot is perbe fogta az ICTY, Szarajevó ostromával és a srebrenicai mészárlással kapcsolatos bűncselekmények vádjával. A törvényszék Mladićot 2017 novemberében Hága bűnösnek találta, és életfogytiglani börtönbüntetésre ítélte. 

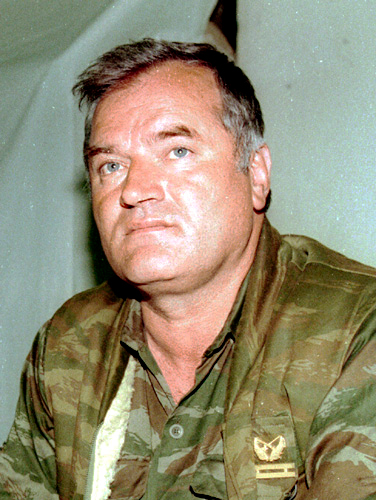
Ratko Mladić

Vojislav Šešelj félkatonai vezetőt 2007 és 2018 között állították bíróság elé, azzal vádolták, hogy részt vett egy közös bűnszervezetben, amelynek célja Bosznia-Hercegovina nagy területeinek etnikai megtisztítása volt a nem szerbektől. Slobodan Milošević szerb elnököt is háborús bűnökkel vádolták a boszniai háborúval kapcsolatban, beleértve a genfi egyezmények súlyos megsértését, az emberiség elleni bűncselekményeket és a népirtást, de 2006-ban meghalt, mielőtt a per befejeződhetett volna.
Alija Izetbegović halála után Hága felfedte, hogy Izetbegović ellen az ICTY vizsgálata volt folyamatban, amely a halálával befejeződött. A háborús bűnök miatt elítélt vagy vádlott bosnyákok közé tartozik Rasim Delić, a Bosznia-Hercegovinai Hadsereg vezérkari főnöke, akit 2008. szeptember 15-én három év börtönbüntetésre ítéltek, mert nem akadályozta meg a boszniai mudzsahedek boszniai tagjait az elfogott civilek és ellenséges harcosok elleni bűncselekmények elkövetésében. Enver Hadžihasanovićot, a Bosznia-hercegovinai Köztársaság hadseregének tábornokát 3,5 évre ítélték a Közép-Boszniában elkövetett gyilkosságokra és felesleges pusztításokra adott utasítások miatt. Hazim Delić a szerb civileket fogvatartó čelebići fogolytábor bosnyák parancsnokhelyettese volt. Az ICTY fellebbviteli tanácsa 2003. április 8-án 18 évre ítélte a foglyok meggyilkolásáért és kínzásáért, valamint két szerb nő megerőszakolásáért. Sefer Halilović bosnyák parancsnokot a Neretva '93-as hadművelet során történt eseményekért való magasabb büntetőjogi felelősség miatt egy rendbeli háborús törvények és szokások megsértésével vádolták meg, de nem találták bűnösnek. A szerbek a szarajevói hatóságokat azzal vádolták, hogy szelektív igazságszolgáltatást gyakorolnak, miközben aktívan vádat emelnek a szerbek ellen, figyelmen kívül hagyják vagy kisebbítik a bosnyák háborús bűnöket.
Dario Kordićot, a közép-boszniai horvátok politikai vezetőjét a közép-boszniai emberiesség elleni bűncselekményekért, azaz etnikai tisztogatásért, és 25 év börtönre ítélték. 2013. május 29-én az ICTY elsőfokú ítéletében 25 év börtönbüntetésre ítélte Prlićet. A törvényszék a per öt másik háborús vezetőjét is elítélte: Bruno Stojić herceg-boszniai védelmi minisztert (20 év), Slobodan Praljakot (20 év) és Milivoj Petković katonatiszteket (20 év), Valentin Ćorić katonai rendőrparancsnokot (20 év), valamint a fogolycserék és a fogvatartási intézmények vezetőjét, Berislav Pušićot (10 év). A kamara többséggel, Jean-Claude Antonetti elnöklő bíró ellenvéleményével úgy döntött, hogy a vádlottak részt vettek egy bűnszövetkezetben Bosznia-Hercegovina nem horvát lakossága ellen, melyben Franjo Tuđman horvát elnök, Gojko Šušak horvát védelmi miniszter és Janko Bobetko tábornok is részt vett. 2016. július 19-én azonban a fellebbviteli tanács bejelentette, hogy „a tárgyalási tanács nem tett kifejezett megállapításokat a [vádlottak, Tudjman, Šušak és Bobetko] bűnszövetkezetben való részvételével kapcsolatban, és nem találta [őket] bűnösnek semmilyen bűncselekményben.”
A legsúlyosabb háborús bűn a srebrenicai népirtás volt, amelyért szerbeket ítéltek el. A bosnyákok és horvátok legsúlyosabb háborús bűne pedig az emberiség elleni bűn volt, amiért elítélték őket.

### Békülési gesztusok
- 2004. december 6-án Boris Tadić szerb elnök bocsánatot kért Bosznia-Hercegovinában mindazoktól, akik a szerb nép nevében elkövetett bűncselekményeket szenvedtek el.[380]
2010. március 31-én a szerb parlament nyilatkozatot fogadott el, amelyben „a leghatározottabban elítéli a srebrenicai bosnyák lakosság ellen 1995 júliusában elkövetett bűncselekményt”, és a régióban elsőként, bocsánatot kért az áldozatok családjaitól is. Az állásfoglalás kezdeményezése Boris Tadić elnöktől származik, aki annak ellenére szorgalmazta azt, hogy a kérdés politikailag ellentmondásos volt. A múltban csak emberi jogi csoportok és nem nacionalista pártok támogattak ilyen intézkedést.[381]
- Ivo Josipović horvát elnök 2010 áprilisában bocsánatot kért országának a boszniai háborúban játszott szerepéért. Bosznia-Hercegovina akkori elnöke, Haris Silajdžić pedig méltatta a Horvátországgal fenntartott kapcsolatokat, ami éles ellentétben állt a Szerbiát előző napon megfogalmazott kemény kritikájával. „Mélyen sajnálom, hogy a Horvát Köztársaság hozzájárult az emberek szenvedéséhez és megosztottságához, amelyek még ma is nehezítenek bennünket” – mondta Josipović Bosznia-Hercegovina parlamentje előtt.[382]

## Utólagos elemzések

### Polgárháború vagy agresszió
Horvátország és Szerbia érintettsége miatt régóta vita folyik arról, hogy a konfliktus polgárháború volt-e vagy a szomszédos államok Boszniával szembeni agressziója. Steven Burg és Paul Shoup akadémikusok azzal érvelnek, hogy:
|  | „A bosznia-hercegovinai háború természete kezdettől fogva ellentmondásos értelmezések tárgya volt. Ezek nemcsak a helyszíni objektív tényekben gyökereztek, hanem az ezeket megfogalmazók politikai érdekeiből is.” |
|  | |

Egyrészt a háború a polgárháború egyértelmű eseteként fogható fel – vagyis a hatalom megosztásáról megegyezésre képtelen csoportok közötti belső konfliktusnak.
David Campbell bírálja a „polgárháborúról” szóló narratívákat, amelyek állítása szerint gyakran magukban foglalják az általa „erkölcsi kiegyenlítésnek” nevezett beállításokat, amelyekben „azt mondják, hogy a felek egyformán vétkesek az atrocitásokban”, és „a szerbek félelmeit hangsúlyozzák a háborús tetteik indoklásaként”.
|  | „A polgárháborús magyarázattal ellentétben a bosnyákok, sok horvát, nyugati politikus és emberi jogi szervezet azt állította, hogy a háború Milošević és Tuđman karađorđevoi találkozóján és a grazi megállapodáson alapuló szerb és horvát agresszió volt, míg a szerbek gyakran polgárháborúnak tartották.” |
|  | |

A boszniai szerbek és boszniai horvátok jelentős politikai és katonai támogatást élveztek Szerbia és Horvátország részéről, és a Bosznia-Hercegovina diplomáciai elismeréséről szóló döntés a konfliktus nemzetközi értelmezésére is kihatással volt. Ahogy Burg és Shoup állítja:
|  | „A nemzetközi diplomácia és jog szempontjából...a Bosznia-Hercegovina függetlenségének elismeréséről és az ENSZ-tagságról szóló nemzetközi döntés alapot adott ahhoz, hogy a háborút Szerbia és Horvátország külső agressziójaként határozzák meg. Ezt erősítette Szerbiával kapcsolatban az a további tény, hogy a boszniai szerb hadsereg „de facto” a jugoszláv hadsereg parancsnoksága alatt állt, és ezért a külső agresszió eszköze volt. Horvátországgal kapcsolatban a reguláris horvát hadsereg erői megsértették Bosznia-Hercegovina területi integritását, további bizonyítékokat támogatva azt a nézetet, hogy agresszióról van szó.” |
|  | |

Sumantra Bose ezzel szemben amellett érvel, hogy a boszniai háborút polgárháborúként is lehet jellemezni anélkül, hogy feltétlenül egyetértenénk a szerb és horvát nacionalisták narratívájával. Kijelenti, hogy bár „a súlyos erőszak minden epizódját külső események és erők váltották ki, a helyi társadalom is mélyen érintett ebben az erőszakban”, ezért azt állítja, hogy „viszonylag célra vezetőbb az 1992–1995-ös konfliktusra, mint boszniai „polgárháborúra” gondolni – bár nyilvánvalóan olyan létfontosságú dimenzióval, amely területileg kívül esik Bosznián."
A Duško Tadić és Zdravko Mucić ügyében az ICTY arra a következtetésre jutott, hogy a Bosznia-Hercegovina és a Jugoszláv Szövetségi Köztársaság közötti konfliktus nemzetközi jellegű:
|  | „A jelen ügy korabeli anyaga (1992) szempontjából a Boszniai Szerb Köztársaság fegyveres erőit úgy kell tekinteni, mint amelyek a Jugoszláv Szövetségi Köztársaság átfogó ellenőrzése alatt és nevében jártak el. Ezért még 1992. május 19. után is nemzetközi fegyveres konfliktusnak kell minősíteni a boszniai szerbek és Bosznia-Hercegovina központi hatóságai között a bosznia-hercegovinai fegyveres konfliktust.” |
|  | |

Hasonlóképpen, az Ivica Rajić, Tihomir Blaškić és Dario Kordić ügyében is arra a következtetésre jutott az ICTY, hogy a Bosznia-Hercegovina és Horvátország közötti konfliktus nemzetközi jellegű:
|  | „A genfi egyezmény súlyos megsértése a horvát fegyveres erők jelentős és folyamatos katonai fellépése a boszniai horvátok támogatására a boszniai kormány ellenében az utóbbi területén elegendő volt ahhoz, hogy a boszniai horvátok és a boszniai kormány közötti belső konfliktust nemzetközivé alakítsa.” |
|  | |

Állítólagos háborús bűnök miatt 2010-ben Ejup Ganić bosnyák parancsnokot egy szerb kiadatási kérelem miatt vették őrizetbe Londonban. A bíró Timothy Workman azonban, miután kimondta, hogy Szerbia kérése „politikai indíttatású” úgy döntött, hogy Ganićot szabadon kell engedni. Döntésében a boszniai háborút nemzetközi fegyveres konfliktusnak minősítette, mivel Bosznia 1992. március 3-án kikiáltotta függetlenségét.
Mary Kaldor akadémikus amellett érvel, hogy a boszniai háború az általa új háborúknak nevezett háborúk példája, amelyek sem nem polgári, sem nem államközi jellegűek, hanem mindkettő elemeit egyesítik.

### Etnikai háború
„Az etnikai háború mítosza: Szerbia és Horvátország az 1990-es években” (In The Myth of Ethnic War: Serbia and Croatia in the 1990s) című filmben az Ithaca College professzora, V.P. Gagnon megkérdőjelezi azt a Nyugaton széles körben elfogadott hiedelmet, hogy a boszniai háború (és a többi jugoszláv háború) a harcoló csoportok közötti etnikai gyűlölet szüleménye volt. Gagnon azzal érvel, hogy a háborúkat a hatalomra éhes politikai elitek okozták, akik ellenálltak a politikai és gazdasági liberalizációnak és demokratizálódásnak, nem pedig a hétköznapi emberek. Vitatva a nyugati akadémikusok, politikusok és újságírók által az etnikai háborúnak és a Balkánnak a nyugati értékekkel ellentétes térségként való általános megítélését, Gagnon a vegyes házasságok magas arányára, a behívásnak ellenállók magas százalékára, a nacionalista mozgalmakkal szembeni ellenállásra és az 1980-as évek végén Jugoszláviában végzett közvélemény-kutatásban az etnikumok közötti kapcsolatokra, többek között a nemzetiségi mozgalmakkal kapcsolatos általánosan kedvező nézetekre hivatkozik.

## Kulturális hatások

### Film
A boszniai háborút számos filmben ábrázolták, köztük olyan hollywoodi filmekben, mint például a „The Hunting Party” (Rókavadászat), ahol a főszereplő, Simon Hunt (Richard Gere) újságíróként megpróbálja elfogni a feltételezett háborús bűnöst és volt boszniai szerb elnököt Radovan Karadžićot;
A „Behind Enemy Lines” (Ellenséges terület) alapja Mrkonjić Grad-i incidens, egy lezuhant amerikai haditengerészeti pilótáról szól, aki egy mészárlást fedez fel, miközben menekül az őt halálra kereső szerb csapatok elől;
A George Clooney és Nicole Kidman főszereplésével készült „The Peacemaker” (Peacemaker) egy történet az amerikai hadsereg ezredeséről és a Fehér Ház atomszakértőjéről, akik egy bosszúálló jugoszláv diplomata, Dušan Gavrić által ellopott orosz nukleáris fegyverek után nyomoznak.
Az „In the Land of Blood and Honey” (A vér és méz földje) egy 2011-es amerikai film, melynek írója, producere és rendezője Angelina Jolie; a film Jolie rendezői debütálása volt, és egy szerelmi történetet mutat be, amely a boszniai háborúban egy fogolytáborban, a muszlim nők ellen elkövetett tömeges erőszak idején játszódik.
A 2013-as spanyol/olasz film, a Twice Born (Világra jőve), Penélope Cruz főszereplésével, Margaret Mazzantini könyve alapján. Egy anya történetét meséli el, aki tizenéves fiát Szarajevóba hozza, ahol apja évekkel ezelőtt meghalt a boszniai konfliktusban.
A brit filmek közé tartozik a „Welcome to Sarajevo” (Köszöntjük Szarajevóban!), amely a szarajevóiak életét mutatja be az ostrom alatt.
A Jasmin Dizdar rendezte „Beautiful people” (Szép emberek) című bosnyák-brit film az angol családok és az érkező bosnyák menekültek találkozását mutatja be a boszniai háború tetőpontján. A filmet az 1999-es Cannes-i Fesztiválon Un Certain Regard díjjal jutalmazták.
A „Territorio Comanche” című spanyol film egy spanyol tévéstáb történetét mutatja be Szarajevó ostroma alatt.
A „Demony wojny według Goi” (A háború démonai) című 1998-as lengyel film szintén a boszniai konfliktus idején játszódik, egy lengyel IFOR-katonák csoportját mutatja be, akik azért jönnek, hogy segítsenek egy pár újságírónak, akiket egy helyi hadúr követett, akinek a bűneit rögzítették.
A bosnyák rendező, Danis Tanović „Ničija zemlja” (Senkiföldje) című filmje elnyerte a legjobb idegen nyelvű film díját a 2001-es Oscar-díjátadón és a 2002-es Golden Globe-on.
A „Grbavica” (Szerelmem, Szarajevó) című bosnyák film egy egyedülálló anya életét mutatja be a mai Szarajevóban, miután a háború alatt a szerb csapatok szisztematikusan megerőszakolták a bosnyák nőket. A film elnyerte az Arany Medvét a Berlini Nemzetközi Filmfesztiválon.
A 2003-as „Remake” című film, amelyet Dino Mustafić bosnyák rendező rendezett, és Zlatko Topčić írt, egy Ahmed nevű apát és fiát, Tarik Karagát követi nyomon a második világháború és Szarajevó ostroma idején. A premier a 32. Rotterdami Nemzetközi Filmfesztiválon volt.
Az Adis Bakrač által rendezett és Zlatko Topčić által írt 2010-es „The Abandoned” című film egy elhagyott gyerekek otthonából származó fiú történetét meséli el, aki megpróbálja kideríteni az igazságot származásával kapcsolatban, ami arra utal, hogy egy nemi erőszak gyermeke. A film premierje a 45. Karlovy Vary-i Nemzetközi Filmfesztiválon volt.
Az 1997-es „Savršeni krug” (Tökéletes kör) című film, amelyet Ademir Kenović bosnyák filmrendező rendezett, két fiú történetét meséli el Szarajevó ostroma idején, és az 1997-es Cannes-i Fesztiválon François Chalais-díjjal jutalmazták.
Az 1998-as „Savior” (A Megmentő) című film Dennis Quaid főszereplésével egy megkeményedett szívű zsoldos történetét meséli el az Idegenlégióban, aki elkezdi megtalálni saját emberségét, amikor atrocitásokkal szembesül a boszniai harcok során.
A Srđan Dragojević szerb filmrendező által rendezett „Pretty Village, Pretty Flame” (Szép falu, szép láng) egy sivár, mégis sötét humorú beszámolót mutat be a boszniai háborúról.
A „Life is a miracle” (Az Élet egy csoda) című szerb film, amelynek producere Emir Kusturica, egy szerb állomásgondnok és egy túszként rábízott muszlim bosnyák fiatal nő románcát mutatja be a bosnyák-szerb határon zajló összecsapások keretében; a 2004-es Cannes-i Fesztiválon jelölték.
A rövidfilmek közül említésre méltó az „In the Name of the Son” (A fiú nevében), amely egy apáról szól, aki meggyilkolja fiát a boszniai háború alatt, és a „10 Minutes” (10 perc), amely egy japán turista római 10 percét állítja szembe egy bosnyák családéval a háború alatt. A filmet az Európai Filmakadémia 2002 legjobb rövidfilmjének választotta.
A boszniai konfliktust számos nyugati film tette történetének hátterévé – ezek között szerepel a Frederick Forsyth regényén alapuló „Avenger” (Bosszúálló), amelyben egy zsoldos egy háborús bűnös szerb hadvezér nyomára bukkan.
A „The Peacemaker”, amelyben egy jugoszláv férfi, akit érzelmileg rönktetettek a háborús veszteségek, úgy akar bosszút állni az Egyesült Nemzetek Szervezetén, hogy felrobbant egy nukleáris bombát New Yorkban.
A „The Whistleblower” Kathryn Bolkovacnak, az ENSZ békefenntartójának igaz történetét meséli el, aki feltárt egy embercsempész botrányt, amelyben az ENSZ is érintett a háború utáni Boszniában.
A „Shot Through the Heart” egy 1998-ban bemutatott tévéfilm, David Attwood rendezésében, a BBC és az HBO 1998-ban vetítette, amely Szarajevó boszniai háború alatti ostromát dolgozza fel két olimpikon jugoszláv lövész szemszögéből, és egyikük mesterlövész lesz.
A „Quo Vadis, Aida?” egy 2020-as bosnyák film, amelyet Jasmila Žbanić írt és rendezett, és Aidáról, az ENSZ tolmácsáról szól, aki megpróbálja megmenteni a családját közvetlenül a srebrenicai mészárlás előtt.

#### Drámasorozatok
1999-ben került adásba a BBC One-on a díjnyertes brit televíziós sorozat, a „Warriors”. Egy brit békefenntartó csapat történetét meséli el a Lašva-völgyi etnikai tisztogatás idején.
A háború számos eseményét ábrázolja a pakisztáni Alpha Bravo Charlie drámasorozat, amelyet Shoaib Mansoor írt és rendezett 1998-ban. Az Inter-Services Public Relations (ISPR) által készített sorozat számos harctéri eseményt és a pakisztáni katonák részvételét mutatta be az ENSZ békefenntartó misszióiban. Alpha Bravo Charlie-t a Pakistan Television Corporation (PTV) mutatta be.

#### Dokumentumfilmek
A BBC dokumentumfilm-sorozata, a „The Death of Yugoslavia” (Jugoszlávia halála) Jugoszlávia összeomlását dolgozza fel annak az 1980-as években zajlott kezdeteitől a későbbi háborúkig és békemegállapodásokig. Ugyanezzel a címmel egy BBC által kiadott könyv is megjelent. További dokumentumfilmek: Bernard-Henri Lévy „Bosna!” című filmje a boszniai ellenállásról szól a jól felszerelt szerb csapatokkal szemben a háború elején; a „Tunel upanja” (A remény alagútja) szlovén dokumentumfilm a szarajevói alagútról, amelyet az ostromlott szarajevói polgárok építettek, hogy Szarajevót a boszniai kormány területével kapcsolják össze; valamint a srebrenicai mészárlásról szóló „A Cry from the Grave” (Kiáltás a sírból) című brit dokumentumfilm. A „Miracle in Bosnia” (Boszniai csoda) egy 1995-ben készült dokumentumfilm, amelyet a Bosznia-hercegovinai Köztársaság hadseregének harmadik évfordulója alkalmából forgattak; premierje az 1995-ös Cannes-i Filmfesztiválon volt, ahol különdíjat nyert. A boszniai háború a központi témája a „The Diplomat” (A diplomata) című dokumentumfilmnek, amely Richard Holbrooke karrierjét mutatja be. A „Yugoslavia: The Avoidable War” (Jugoszlávia: Az elkerülhető háború) a jugoszláv polgárháborúk tágabb összefüggéseit vizsgálja. A „Scream for Me Sarajevo” (Sikíts értem Szarajevó) egy 2017-es dokumentumfilm (rendező: Tarik Hodzic) Bruce Dickinson (egy angol rockegyüttes Iron Maiden énekese) és zenekara, a Skunkworks koncertjéről szól, Szarajevóban, 1994 végén, az ostrom alatt.

### Könyvek
Semezdin Mehmedinović „Sarajevo Blues” és Miljenko Jergović Sarajevo „Marlboro” című műve a boszniai háború alatt írt legismertebb könyvek közé tartoznak. A „Zlata’s Diary” (Zlata naplója) egy fiatal lány, Zlata Filipović által vezetett napló, amely 1991 és 1993 között szarajevói életét mutatja be. A napló miatt néha „A szarajevói Anne Frank” néven is emlegetik őt. Kenan Trebincevic és Susan Shapiro „The Bosnia list” (Bosznia listája” a háborút egy 18 New York-i év után először hazatérő bosnyák menekült szemével mutatja be a háborút.
További művek a háborúról:
- „Bosnia Warriors: Living on the Front Line” (Boszniai harcosok: Élet a frontvonalban), Vaughan Kent-Payne őrnagy egy beszámolója az ENSZ boszniai műveleteiről, amelyet a brit hadsereg egyik gyalogsági tisztje írt, aki 1993-ban hét hónapig a közép-boszniai Vitezben tartózkodott.[406]
- Eve Ensler: „Necessary targets” (Szükséges célok)
- „Winter Warriors – Across Bosnia with the PBI” (Téli harcosok – Bosznia át a PBI-jal), Les Howard tényszerű beszámolója egy brit tartalékos katonától, aki önként jelentkezett ENSZ-békefenntartóként, és a háború utolsó szakaszában, valaminta NATO beavatkozás első szakaszában a Daytoni békemegállapodásig szolgált.[407]
- A Scott Simon által írt „Pretty Birds” (Szép madarak) egy szarajevói tinédzser lányról szól, aki egykor középiskolai csapatának kosarasa volt, és mesterlövész lett.
- A „The Cellist of Sarajevo” (A szarajevói csellista) Steven Galloway regénye négy, a háború alatt Szarajevóban élő ember történeteit követi nyomon.
- A „Life's Too Short to Forgive” (Az élet túl rövid a megbocsátáshoz), Len Biser 2005-ben írt műve, mely három ember erőfeszítéseit követi nyomon, akik Karadžić meggyilkolására szövetkeznek, hogy megállítsák a szerb atrocitásokat.
- A Bill Carter által írt „Fools Rush In” (A bolondok belerohannak) egy férfi történetét meséli el, aki segített elhozni a U2-t egy mérföldkőnek számító szarajevói koncertre.
- Az „Evil Doesn't Live Here” (A Gonosz nem él itt) című munkában Daoud Sarhandi és Alina Boboc 180 olyan posztert mutat be, amelyeket bosnyák művész készített, és amelyek a háború alatt a falakat díszítették.
- Frederick Forsyth: „The Avenger” (A bosszúálló)
- Jack Kersh: „Hotel Sarajevo”
- A „Top je bio vreo” (Az ágyú forró volt) – Vladimir Kecmanović, egy boszniai szerb fiú története Szarajevó azon részén, amelyet a boszniai muszlim erők tartottak Szarajevó ostroma alatt.
- A Momir Krsmanović által írt „I Bog je zaplakao nad Bosnom” (És Isten is sírt Bosznia felett) egy olyan háborús ábrázolás, amely elsősorban a muszlim emberek által elkövetett bűnökre összpontosít.
- A „Safe Area Goražde” (Goraždei biztonsági övezet) Joe Sacco képregénye a kelet-boszniai háborúról.
- A „Dampyr” egy olasz képregény, amelyet Mauro Boselli és Maurizio Colombo készített, és Olaszországban adott ki Sergio Bonelli Editore Harlan Drakáról, félig emberről, félig vámpírról, aki háborút visel a gonosz sokrétű erői ellen. Az első két epizód Bosznia-Hercegovinában (#1 Il figlio del Diavolo), azaz Szarajevóban (#2 La stirpe della note) játszódik a boszniai háború idején.
- A „Goodbye Sarajevo” – Az Atka Reid és Hana Schofield által írt igaz történet a bátorságról, szerelemről és túlélésről, mely 2011-ben jelent meg, és két szarajevói nővér történetét és háborús élményeit meséli el.
- Peter Maas 1997-ben megjelent „Love Thy Neighbor: A Story of War” (Szeresd felebarátodat: A háború története) műve a boszniai háború tetőpontjáról riporterként számol be.
- Anthony Loyd: My War Gone By, I Miss It So (Elmúlt háborúm, úgy hiányzik) egy visszaemlékezés Loyd fotóriporterként és íróként a konfliktusban töltött idejéről.[408]
- A „Pepperdogs” Bing West 2004-es regénye, az Egyesült Államok Tengerészgyalogos Erőinek felderítő csapatát mutatja be, amelyet a NATO békefenntartó erőfeszítései során két oldal közé telepítettek.[409]

### Zene
A U2 boszniai háborúról szóló „Miss Sarajevo” című lemezén Bono és Luciano Pavarotti is szerepel. További dalok közé tartozik a „Bosnia” a Cranberriestől, a „Sarajevo” az UHF-től, a „Pure Massacre” a Silverchairtől, a „Sva bol svijeta” Fazlától, a „Nad trupem Jugosławii” a lengyel punk rock bandától, a KSU-tól és mások. A Savatage Dead „Winter Dead” című koncertalbuma a boszniai háború idején játszódó történetet mesél el. Az amerikai rockzenekar, a Jackopierce Weather című albumukról az ostrom alapján írta az „Anderson's Luck” című dalt, amely egy szarajevói túlélésre törekvő házaspár életét írja le, szemben az énekes családjával, akik biztonságban figyelték a televízióban az eseményeket.

### Videójáték
A 2014-es „This War of Mine” videojátékot azok a rossz életkörülmények és háborús szörnyűségek ihlették, amelyeket boszniai civilek éltek át Szarajevó ostroma alatt, ahol a játékos egy megrongálódott házban levő civil túlélők egy csoportját irányítja.

### Könyvek
- Using Conflict Theory. Cambridge University Press (2002). ISBN 978-0-521-79446-6
- The Yugoslav Crisis in International Law. Cambridge University Press (1997). ISBN 9780521463041
- Bjarnason, Magnus. The War and War-games in Bosnia and Herzegovina from 1992 to 1995: The Main Events, Disagreements and Arguments, Resulting in a "de Facto" Divided Country. M. Bjarnason (2001). ISBN 978-9979-60-669-7
- Bose, Sumantra. Bosnia After Dayton: Nationalist Partition and International Intervention. C. Hurst & Co. Publishers (2002). ISBN 978-1-85065-585-5
- Bose, Sumantra. Contested Lands. Harvard University Press (2009). ISBN 978-0-674-02856-2
- Ethnic Conflict and International Intervention: Crisis in Bosnia-Herzegovina, 1990-93. Taylor & Francis (2015). ISBN 978-1-317-47101-1
- The War in Bosnia-Herzegovina: Ethnic Conflict and International Intervention, 2nd, M.E. Sharpe (1999). ISBN 978-0-7656-3189-3
- Caspersen, Nina. Contested Nationalism: Serb Elite Rivalry in Croatia and Bosnia in the 1990s. Berghahn Books (2010). ISBN 978-1-84545-791-4
- Central Intelligence Agency. Combatant Forces in the Former Yugoslavia. Washington, D.C.: Central Intelligence Agency (1993)
- Central Intelligence Agency, Office of Russian and European Analysis. Balkan Battlegrounds: A Military History of the Yugoslav Conflict, 1990–1995, Volume 1. Washington, D.C.: Central Intelligence Agency (2002). ISBN 978-0-16-066472-4
- Central Intelligence Agency, Office of Russian and European Analysis. Balkan Battlegrounds: A Military History of the Yugoslav Conflict, 1990–1995, Volume 2. Washington, D.C.: Central Intelligence Agency (2002). ISBN 978-0-16-066472-4
- Christia, Fotini. Alliance Formation in Civil Wars. Cambridge: Cambridge University Press (2012). ISBN 978-1-13985-175-6
- Donia, Robert J.. Sarajevo: A Biography. University of Michigan Press (2006). ISBN 978-0-472-11557-0
- Finlan, Alastair. The Collapse of Yugoslavia 1991–1999. Osprey Publishing (2004). ISBN 9781841768052
- Forsythe, David P.. Encyclopedia of Human Rights. Oxford University Press (2009). ISBN 9780195334029
- Hall, Richard C. ed. War in the Balkans: An Encyclopedic History from the Fall of the Ottoman Empire to the Breakup of Yugoslavia (2014)
- The Myth of Ethnic War: Serbia and Croatia in the 1990s. Ithaca, New York: Cornell University Press (2006. június 21.). ISBN 978-0-80147-291-6
- Hammond, Philip. Framing Post-Cold War Conflicts: The Media and International Intervention. Manchester: Manchester University Press (2007). ISBN 978-0-7190-7696-1
- Harris, Paul. Cry Bosnia. Canongate (1995). ISBN 978-0-86241-564-8
- Hoff, Lee Ann. Violence and Abuse Issues: Cross-Cultural Perspectives for Health and Social Services. Routledge (2009). ISBN 9780203875629
- Europe from the Balkans to the Urals: The Disintegration of Yugoslavia and the Soviet Union. SIPRI, Oxford University Press (1996). ISBN 9780198292005
- Malcolm, Noel. Povijest Bosne: kratki pregled. Erasmus Gilda (1995). ISBN 9783895470820
- Mulaj, Klejda. Politics of Ethnic Cleansing: Nation-state Building and Provision of In/security in Twentieth-century Balkans. Lexington Books (2008). ISBN 978-0-7391-1782-8
- szerk.: Miranda A.H Horvath, Jessica Woodhams: Handbook on the Study of Multiple Perpetrator Rape: A multidisciplinary response to an international problem. Routledge (2013). ISBN 978-0-415-50044-9
- Ramet, Sabrina P.. Central and Southeast European Politics since 1989. Cambridge University Press (2010). ISBN 978-1-139-48750-4
- Ramet, Sabrina P.. The Three Yugoslavias: State-Building and Legitimation, 1918–2005. Bloomington, Indiana: Indiana University Press (2006). ISBN 978-0-253-34656-8
- Why Bosnia? Writings on the Balkan War. Stony Creek, CT: The Pamphleteer's Press, Inc. (1993). ISBN 978-0-9630587-9-9
- Rogel, Carole. The Breakup of Yugoslavia and the War in Bosnia. Greenwood Publishing Group (1998). ISBN 978-0-313-29918-6
- Schindler, John R.. Unholy Terror: Bosnia, Al-Qa'ida, and the Rise of Global Jihad. New York City: Zenith Press (2007). ISBN 9780760330036
- Shrader, Charles R.. The Muslim-Croat Civil War in Central Bosnia: A Military History, 1992–1994. College Station, Texas: Texas A&M University Press (2003). ISBN 978-1-58544-261-4
- Tanner, Marcus. Croatia: A Nation Forged in War. New Haven: Yale University Press (2001). ISBN 978-0-300-09125-0
- Trbovich, Ana S.. A Legal Geography of Yugoslavia's Disintegration. Oxford University Press, USA (2008). ISBN 978-0-19-533343-5
- Wiebes, Cees. Intelligence and the War in Bosnia, 1992–1995. LIT Verlag Münster (2003). ISBN 978-3-8258-6347-0
- Hoare, Marko Attila. How Bosnia Armed. Saqi Books (2004). ISBN 978-0863564512
- Broz, Svetlana. Good People in an Evil Time. Ethnographies of the Present (2004). ISBN 978-1590510612
- The Bosnian War and Ethnic Cleansing. Rosen Young Adult (2016). ISBN 978-1499463040
- This Time We Knew: Western Responses to Genocide in Bosnia. New York University Press (1996). ISBN 978-0814715352
- Bartrop, Paul R.. Bosnian Genocide: The Essential Reference Guide. Greenwood Press (2016). ISBN 9781440838682
- Bosnia-Hercegovina: A Tradition Betrayed. C. Hurst & Co (Publishers) Ltd (1994). ISBN 978-1850652113
- Bosnia Remade: Ethnic Cleansing and Its Reversal. OUP USA (2011). ISBN 978-0199730360
- Cekic, Smail. The Aggression Against the Republic of Bosnia and Herzegovina: Planning, Preparation, Execution, Books I-II. Institute for the Research of Crimes Against Humanity and International Law (2005). ISBN 978-9958740220
- Magas, Branka. The War in Croatia and Bosnia-Herzegovina 1991-1995. Routledge (2001). ISBN 978-0714682013
- Phillips, R. Cody. Bosnia-Herzegovina. Government Printing Office (2005). ISBN 9780160876141
- Seybolt, Taylor B.. Humanitarian Military Intervention: The Conditions for Success and Failure. Oxford University Press (2007). ISBN 9780199252435
- Totten, Samuel. Genocide at the Millennium. London: Routledge (2017). ISBN 9781351517836

### Újságcikkek
- Baker, Catherine. "Between the round table and the waiting room: Scholarship on war and peace in Bosnia-Herzegovina and Kosovo after the 'Post-Cold War'." Contemporary European History 28.1 (2019): 107–119. online
- Bell-Fialkoff, Andrew (1993). „A Brief History of Ethnic Cleansing”. Foreign Affairs 72 (3), 110–121. o. DOI:10.2307/20045626. JSTOR 20045626.
- Haddad, Heidi Nichols (2011). „Mobilizing the Will to Prosecute: Crimes of Rape at the Yugoslav and Rwandan Tribunals”. Human Rights Review 12, 109–132. o. DOI:10.1007/s12142-010-0163-x.
- Lučić, Ivo (2008. június 1.). „Bosna i Hercegovina od prvih izbora do međunarodnog priznanja”. Review of Contemporary History, Zagreb, Croatia 40 (1), 107–140. o, Kiadó: Croatian Institute of History.
- Krišto, Jure (2011. április 1.). „Deconstructing a myth: Franjo Tuđman and Bosnia and Herzegovina”. Review of Croatian History 6 (1), 37–66. o.
- Marijan, Davor (2004). „Expert Opinion: On the War Connections of Croatia and Bosnia and Herzegovina (1991–1995)”. Journal of Contemporary History 36, 249–289. o.
- (1993. február 1.) „Forced Migration and Refugee Flows in Croatia, Slovenia and Bosnia-Herzegovina: Early Warning, Beginning and Current State of Flows”. Refuge 12, 3–4. o. DOI:10.25071/1920-7336.21183.
- Sadkovich, James J. (2007. január 1.). „Franjo Tuđman and the Muslim-Croat War of 1993”. Review of Croatian History 2 (1), 204–245. o. ISSN 1845-4380.
- (2013. október 1.) „Prikaz i analiza borbi na bosanskoposavskom bojištu 1992.”. Scrinia Slavonica 13 (1), 277–315. o. ISSN 1848-9109.

### Egyéb források
- Blagojević, V.. „U Koridoru temelji Srpske”, Večernje novosti , 2011. június 16.. [2019. július 10-i dátummal az eredetiből archiválva] (szerb nyelvű)
- Koknar, Ali M.: The Kontraktniki : Russian mercenaries at war in the Balkans. Bosnian Institute, 2003. július 14. [2016. március 4-i dátummal az eredetiből archiválva]. (Hozzáférés: 2010. február 17.)
- Vasić, Miloš. „Politika falsifikata”, Vreme , 1999. január 23.. [2002. december 26-i dátummal az eredetiből archiválva] (szerb nyelvű)
- Appeals Chamber Judgement in the Case The Prosecutor v. Tihomir Blaškić'. International Criminal Tribunal for the former Yugoslavia, 2004. július 29.
- Prosecutor v. Ćurić Enes, Demirović Ibrahim, Kreso Samir, Čopelja Habib and Kaminić Mehmed. The Court of Bosnia and Herzegovina, 2015 [2022. február 22-i dátummal az eredetiből archiválva]. (Hozzáférés: 2023. február 7.)
- Judgement Summary for Rasim Delić. International Criminal Tribunal for the former Yugoslavia, 2008. szeptember 15.
- Summary of the Judgement for Enver Hadžihasanović and Amir Kubura. International Criminal Tribunal for the former Yugoslavia, 2006. március 15.
- Judgement in the Case The Prosecutor v. Sefer Halilović'. International Criminal Tribunal for the former Yugoslavia, 2005. november 16.
- Prosecutor v. Radovan Karadžić. International Criminal tribunal for the Former Yugoslavia, 2016. március 24.
- Appeals Chamber Judgement in the Case The Prosecutor v. Dario Kordić and Mario Čerkez'. International Criminal Tribunal for the former Yugoslavia, 2004. december 17.
- Appeals Chamber Judgement in the Case The Prosecutor v. Radislav Krstić'. International Criminal Tribunal for the former Yugoslavia, 2004. április 19.
- Prosecutor v. Ratko Mladić. International Criminal tribunal for the Former Yugoslavia, 2017. november 22.
- Summary of the Sentencing Judgement for Ivica Rajić. International Criminal Tribunal for the former Yugoslavia, 2006. május 8.
- Prosecutor v. Jadranko Prlić, Bruno Stojić, Slobodan Praljak, Milivoj Petković, Valentin Ćorić, Berislav Pušić – Judgement Summary. International Criminal Tribunal for the former Yugoslavia, 2013. május 29.

## Fordítás
Ez a szócikk részben vagy egészben  a   Bosnian war című angol Wikipédia-szócikk ezen változatának fordításán alapul.  Az eredeti cikk szerkesztőit annak laptörténete sorolja fel. Ez a jelzés csupán a megfogalmazás eredetét és a szerzői jogokat jelzi, nem szolgál a cikkben szereplő információk forrásmegjelöléseként.